# Biserica de lemn din Purcăreț

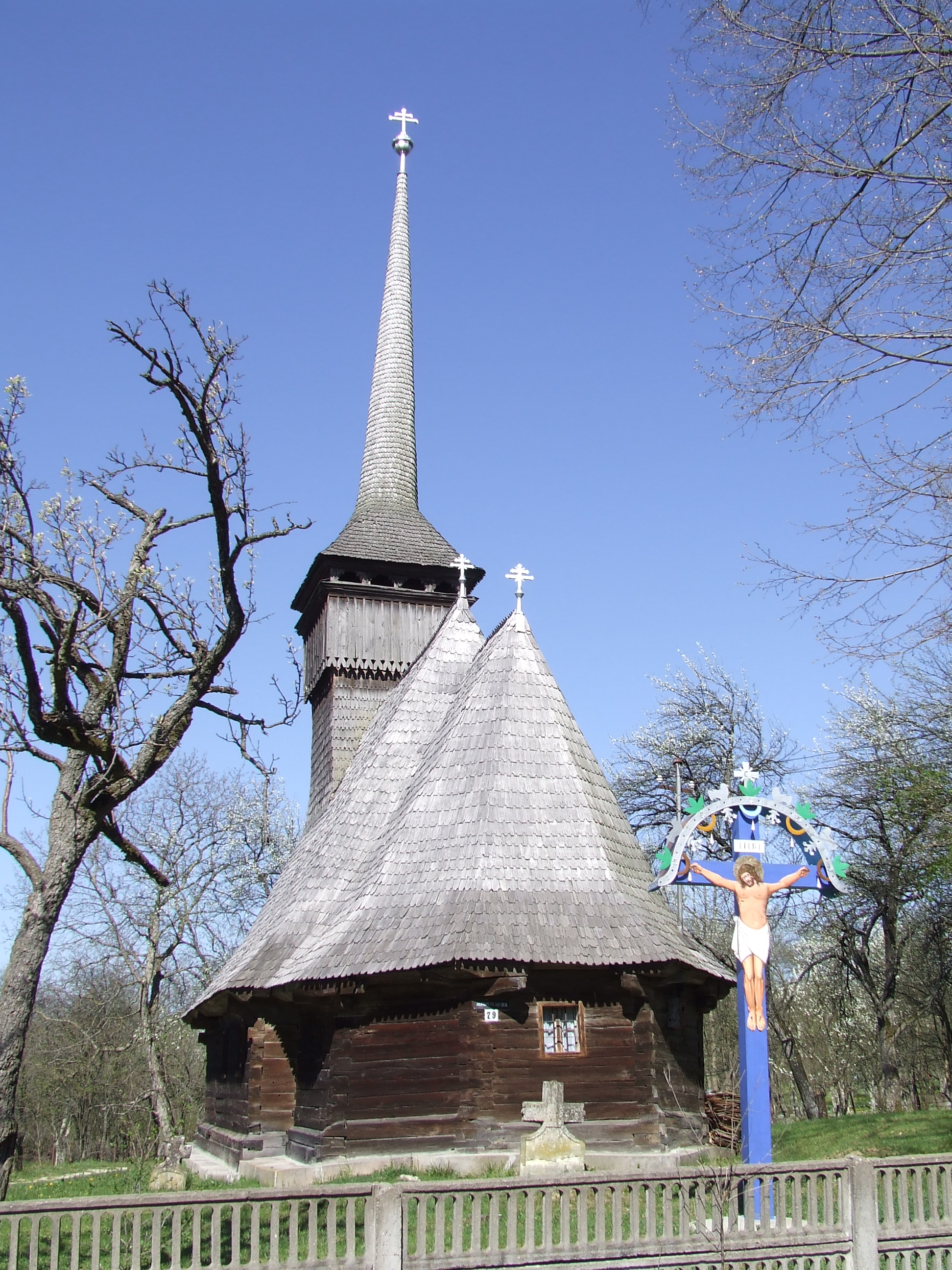
Biserica de lemn din Purcăreț

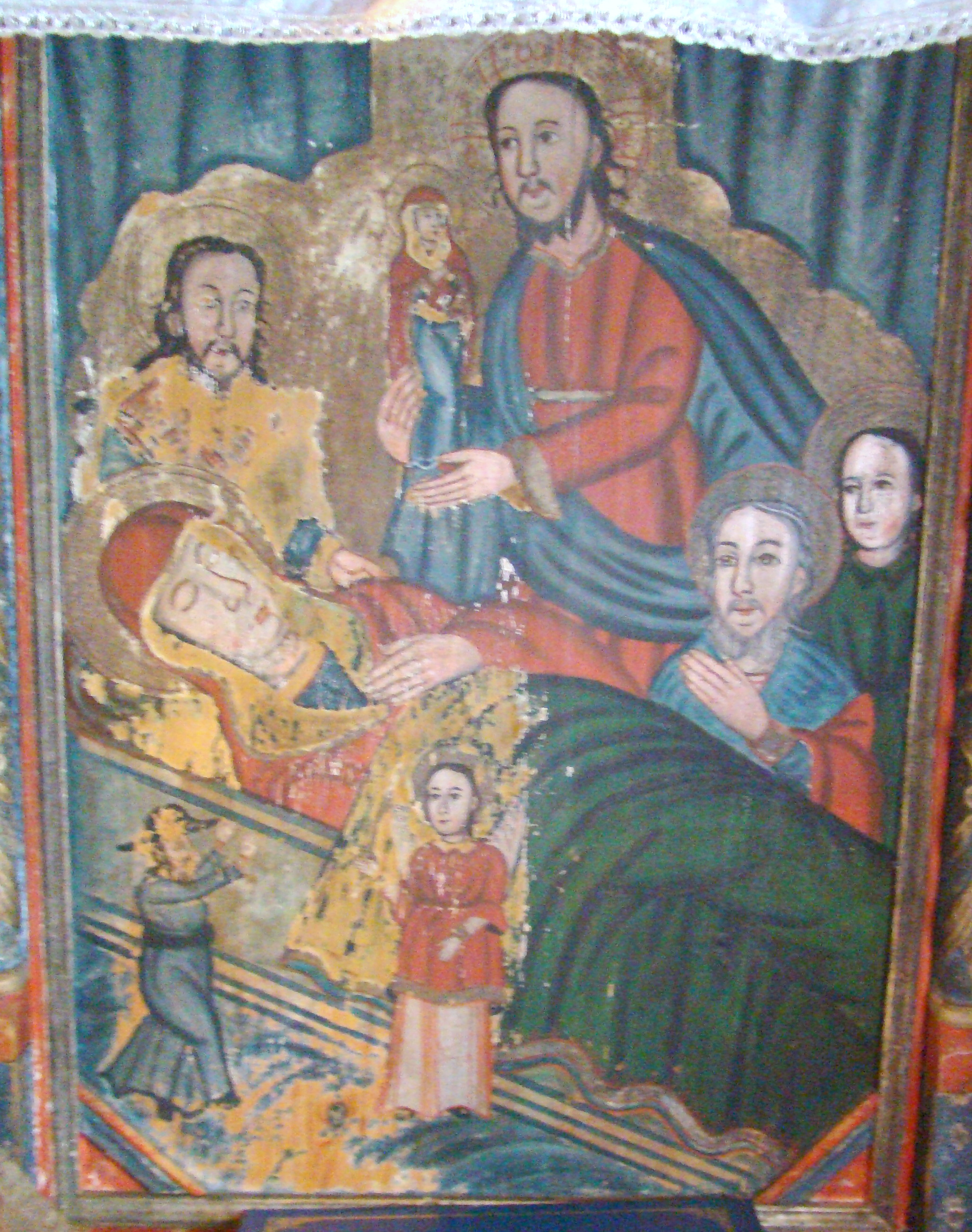
Icoana de hram: „Adormirea Maicii Domnului”

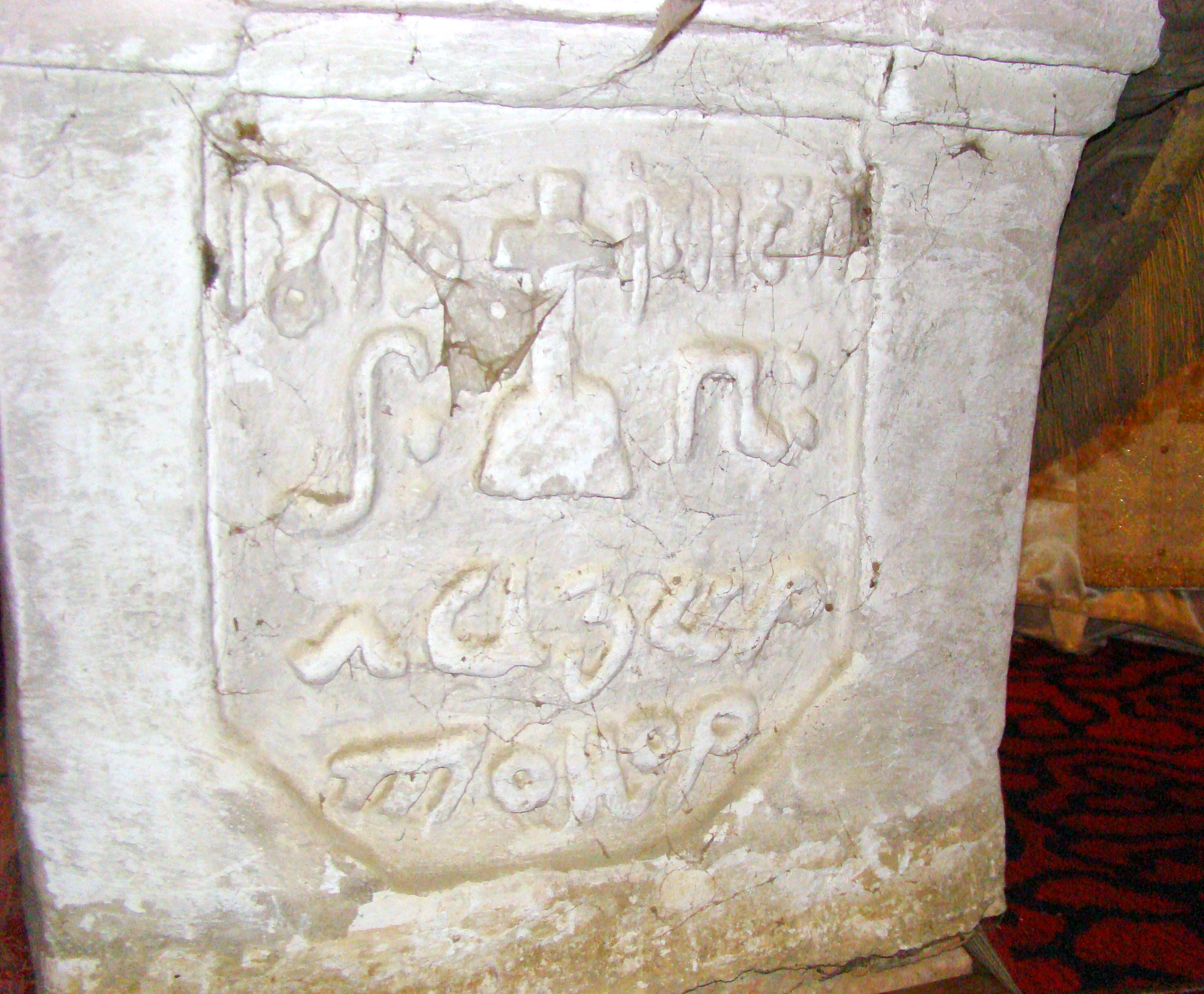
Piciorul mesei altarului

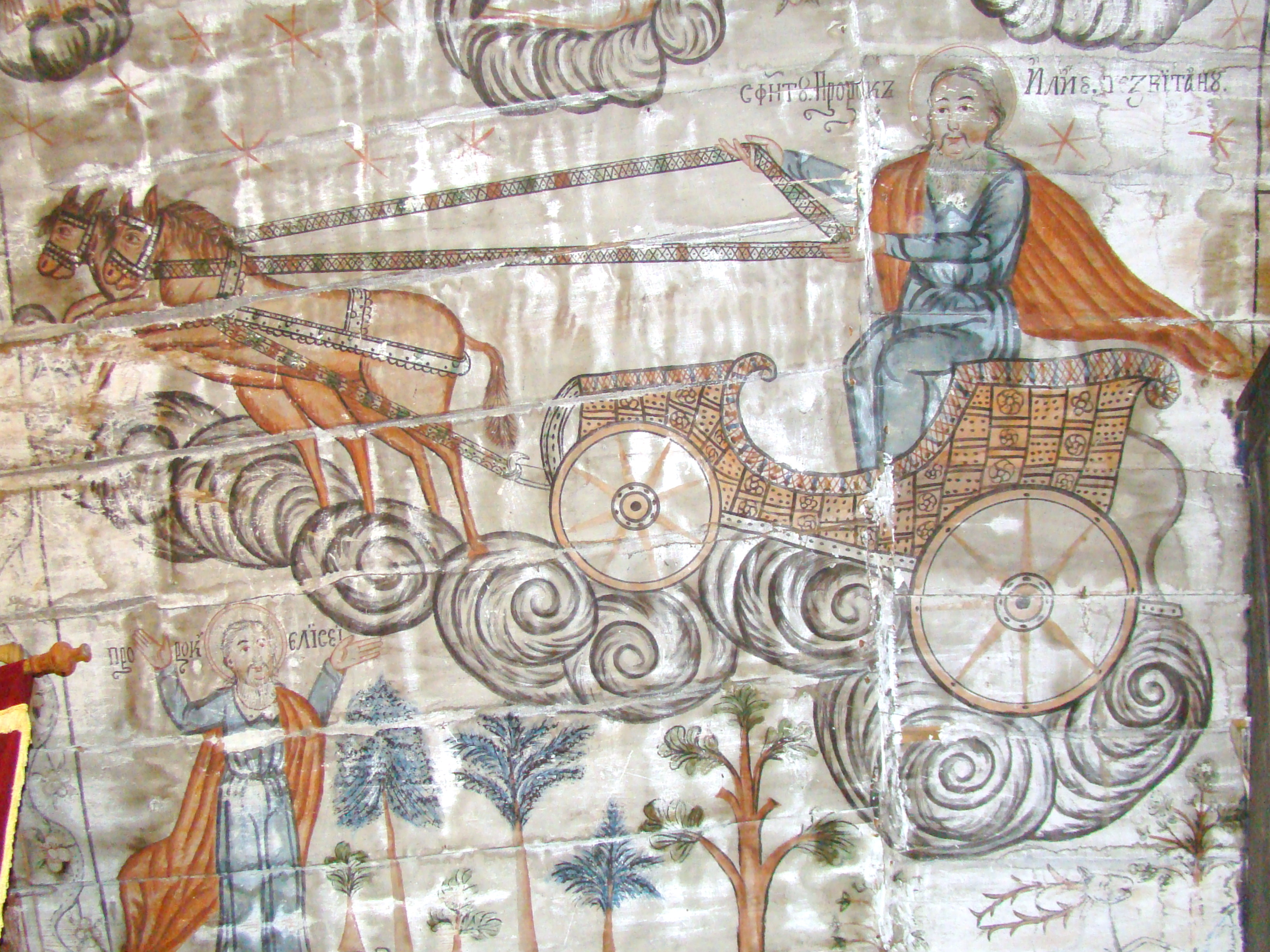
Sfântul prooroc Ilie Tesviteanul

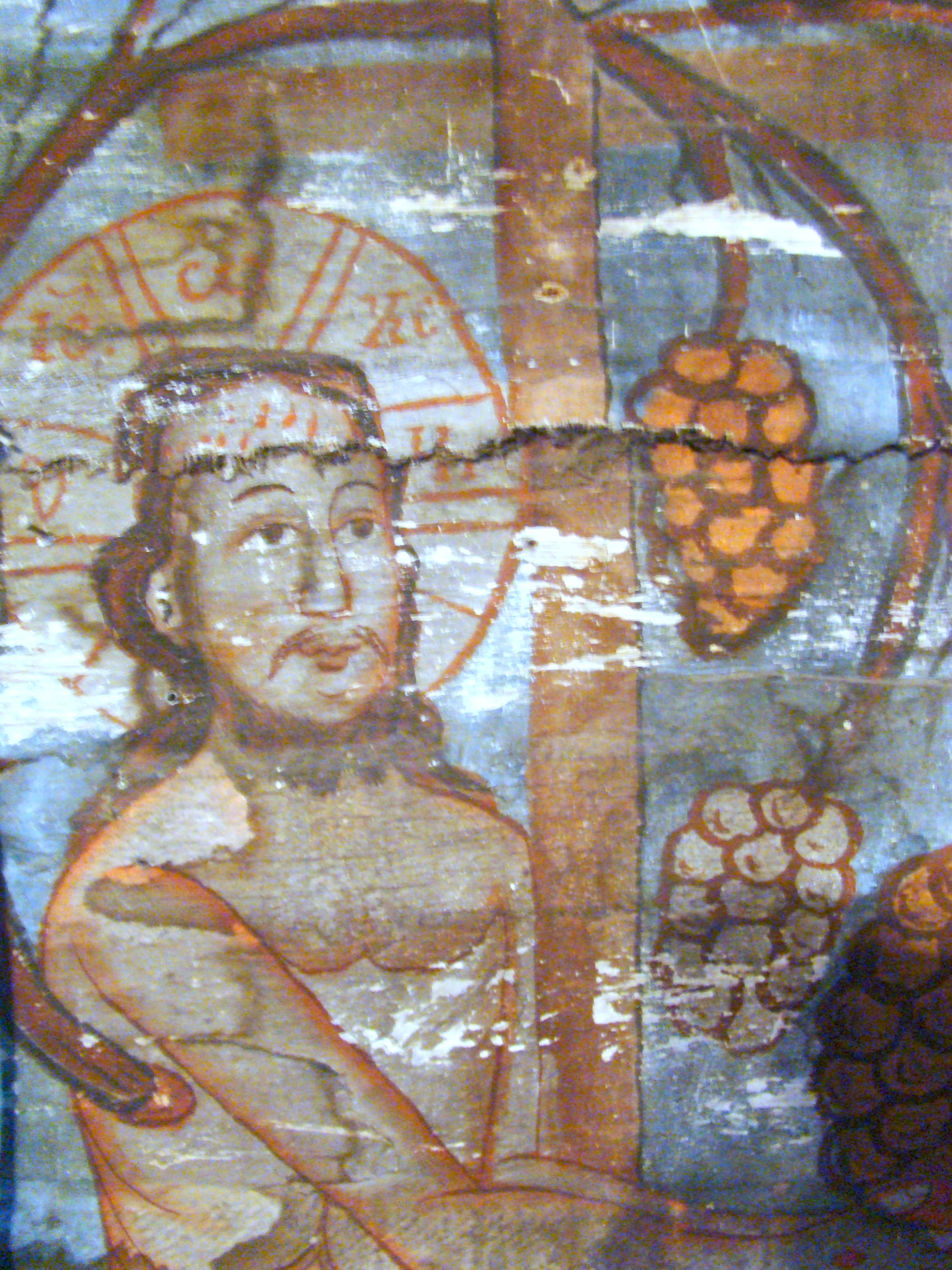
Iconografia Sfintei Euharistii: Iisus vița-de-vie

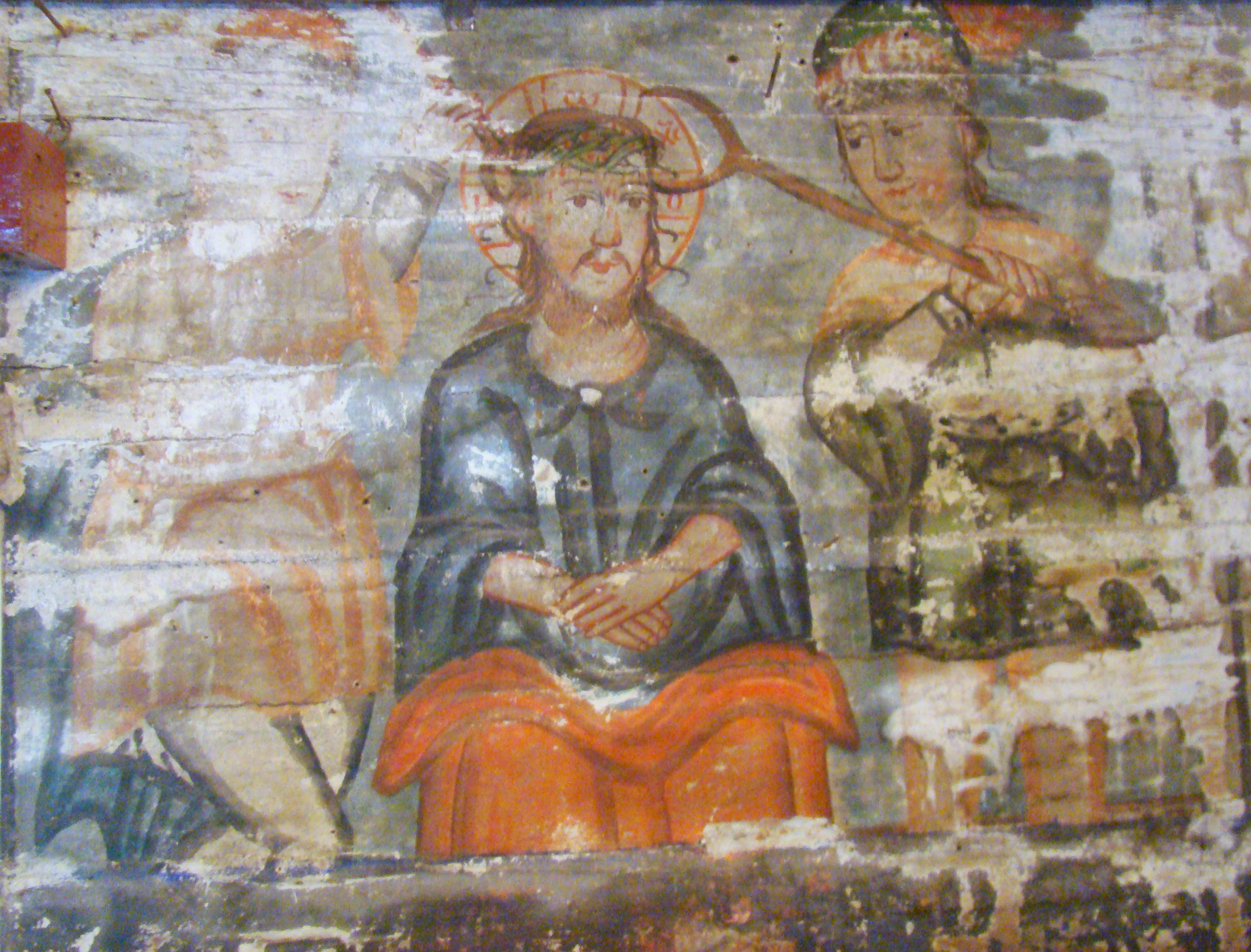
Patimile lui Iisus

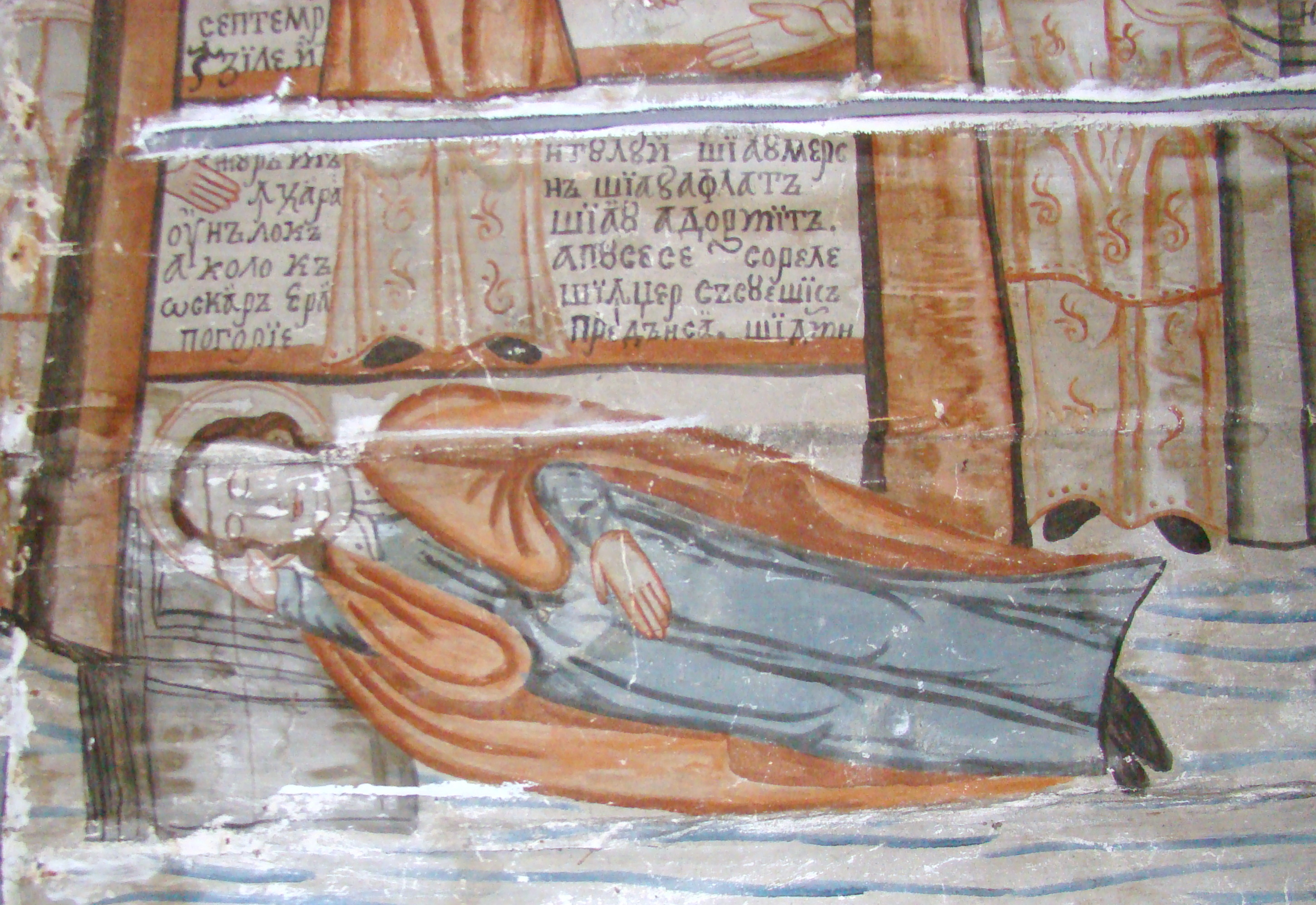
Bolta naosului (detaliu)

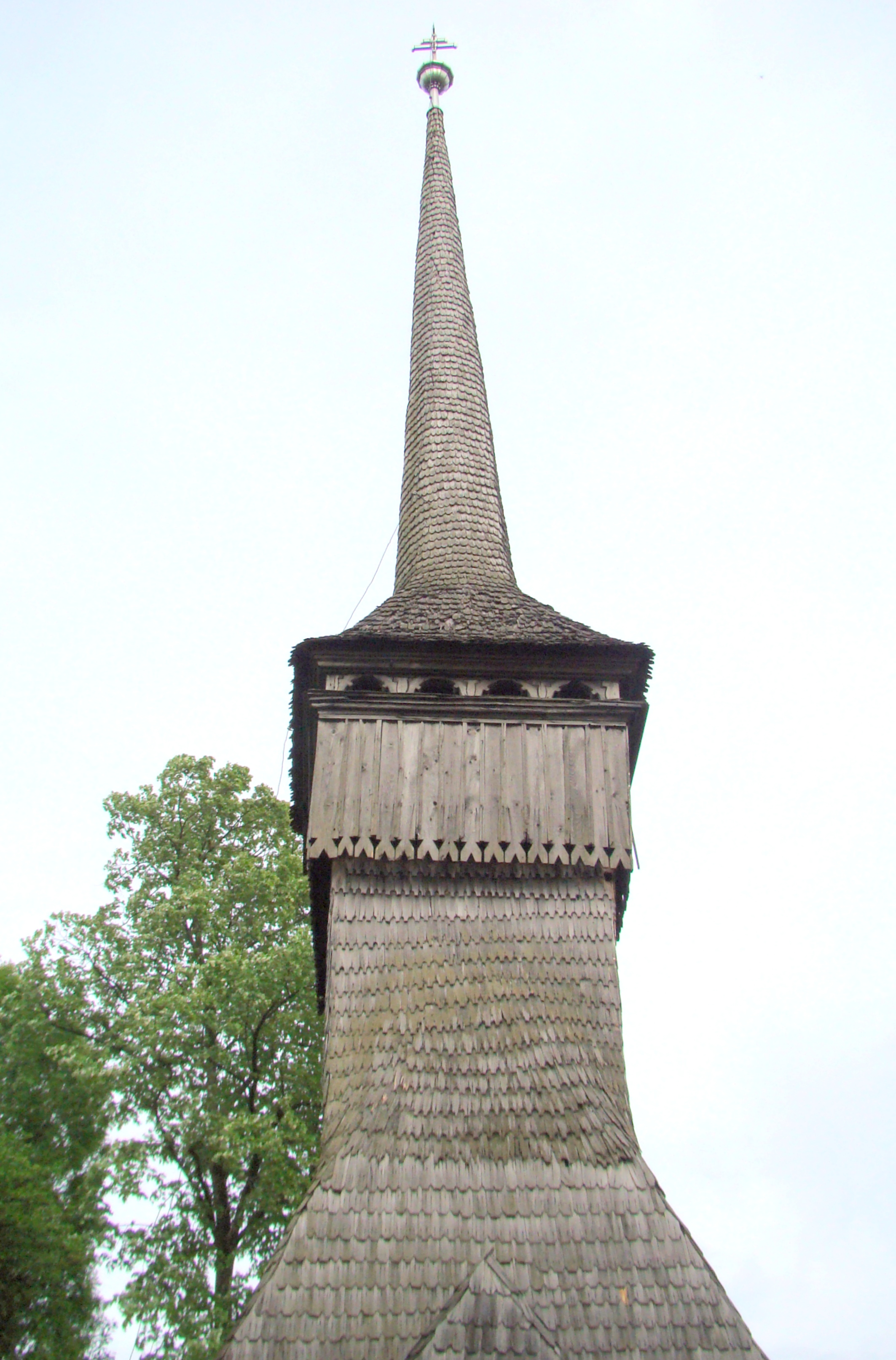
Turnul bisericii

Biserica de lemn din Purcăreț se află în localitatea omonimă din județul Sălaj și datează probabil din prima jumătate a secolului 19. Biserica se află pe noua listă a monumentelor istorice sub codul LMI:  SJ-II-m-B-05100.

## Istoric
Biserica este datată prin tradiție din 1698, pe lista monumentelor istorice din 1740 și de cercetătoarea Ioana Cristache-Panait din prima jumătate a secolului 19. Trăsăturile formale invocate de cercetătoare par să îi dea dreptate.
Biserica are un plan dreptunghiular, cu dimensiunile de 13 pe 6 m, absida altarului este decroșată, cu cinci laturi. Există o singură intrare pe latura de vest. Pe aceeași latură vestică a fost construit un pridvor închis, sprijinit pe stâlpi de lemn. Pictura, de o bună calitate artistică, se mai păstrează doar fragmentar: în altar (Sfinții Părinți), pe bolta semicilindrică, dar și pe pereții naosului (scene din ciclul hristologic). În pronaosul tăvănit pictura lipsește. Acoperișul de șiță a fost refăcut prin efortul localnicilor, biserica nefiind inclusă până acum într-un program de restaurare.

## Imagini din exterior

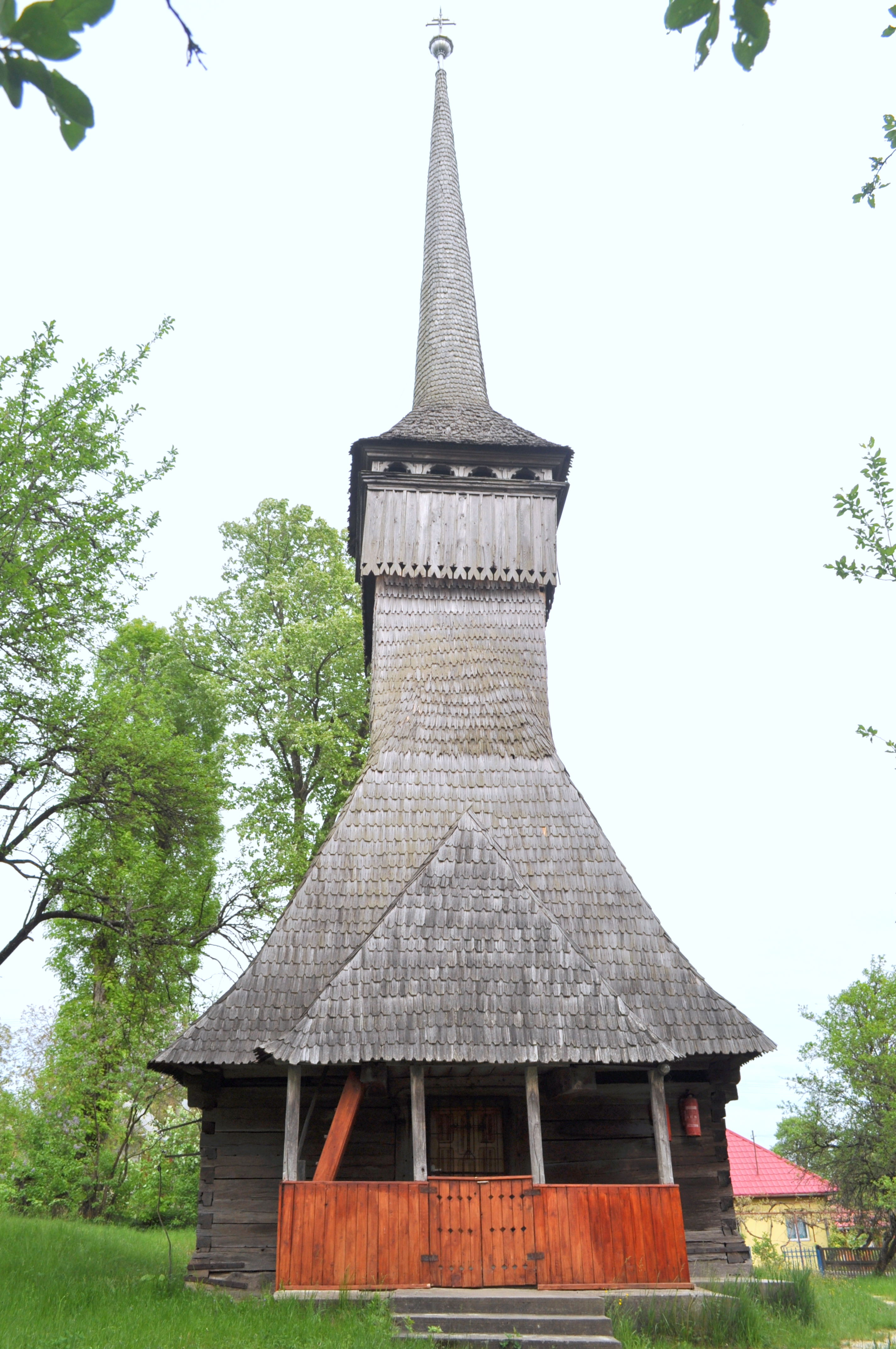
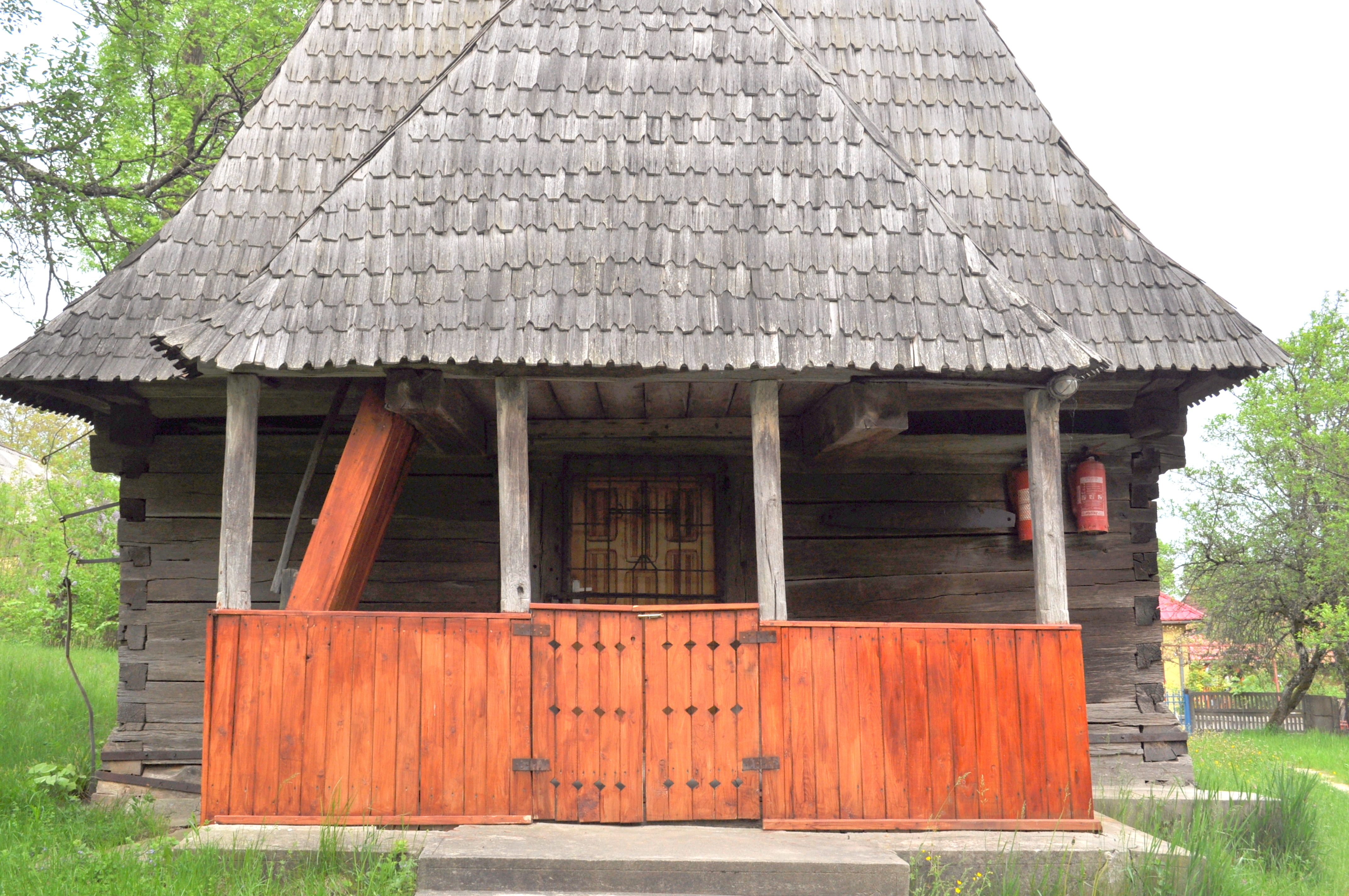
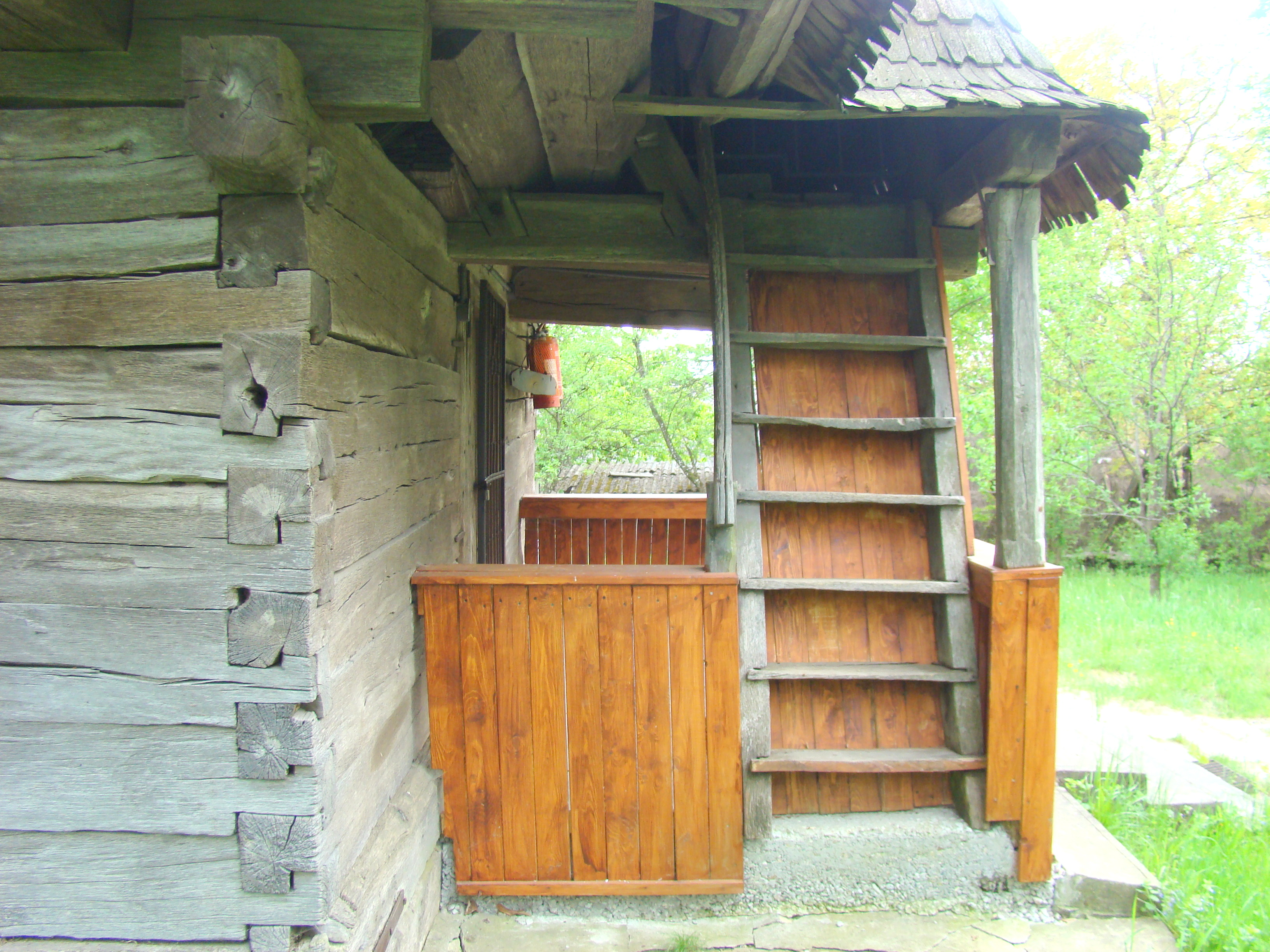
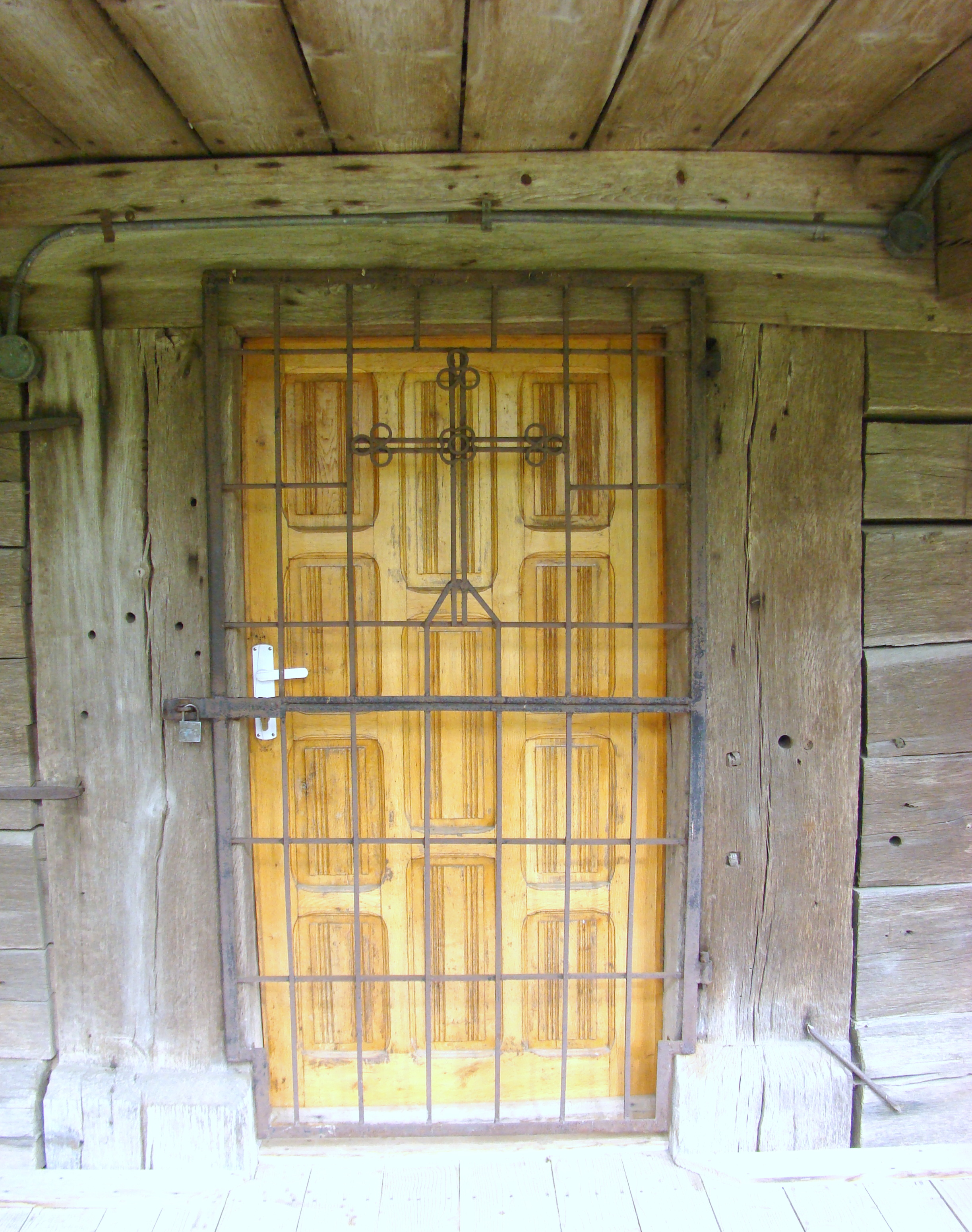
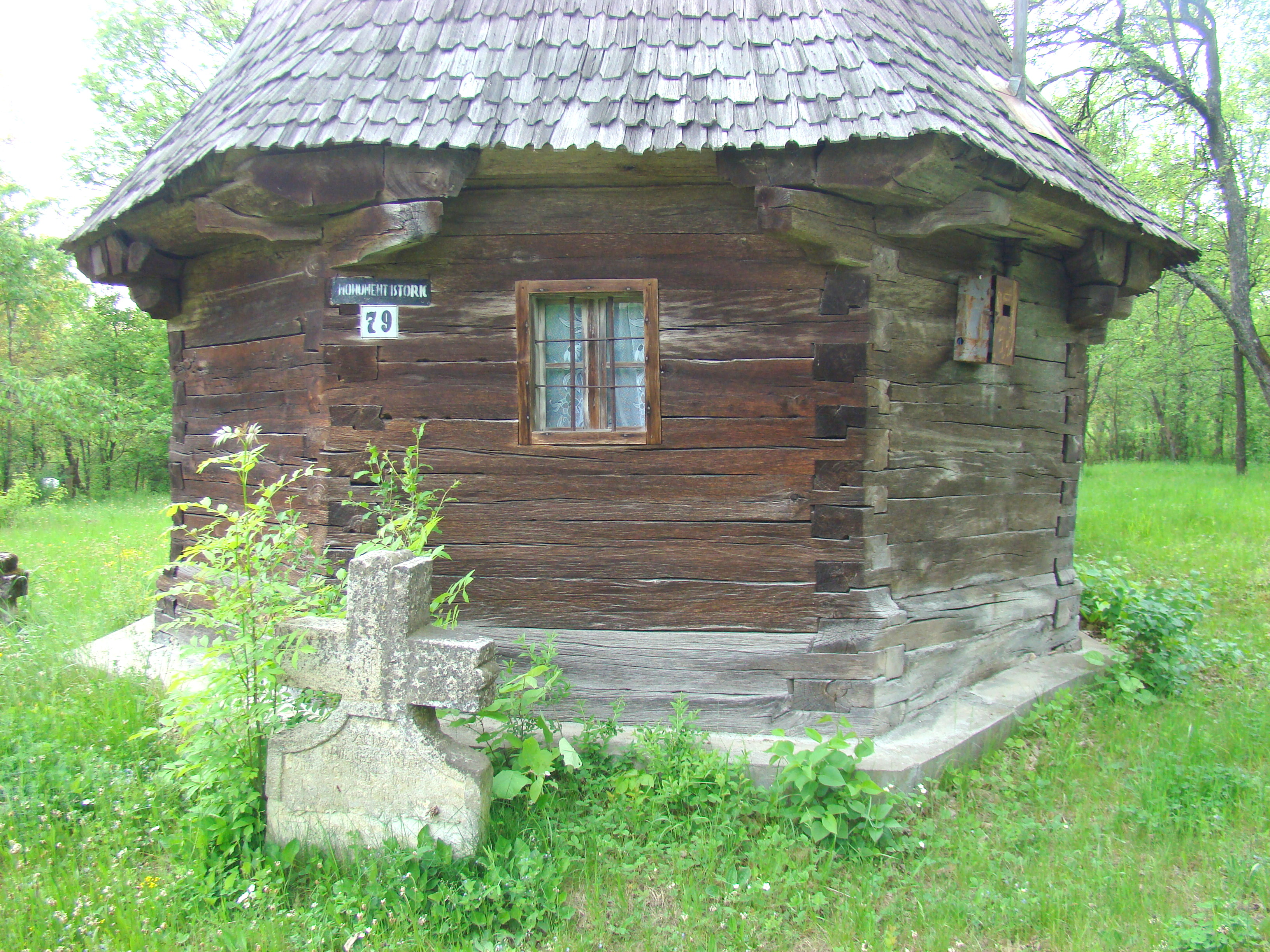
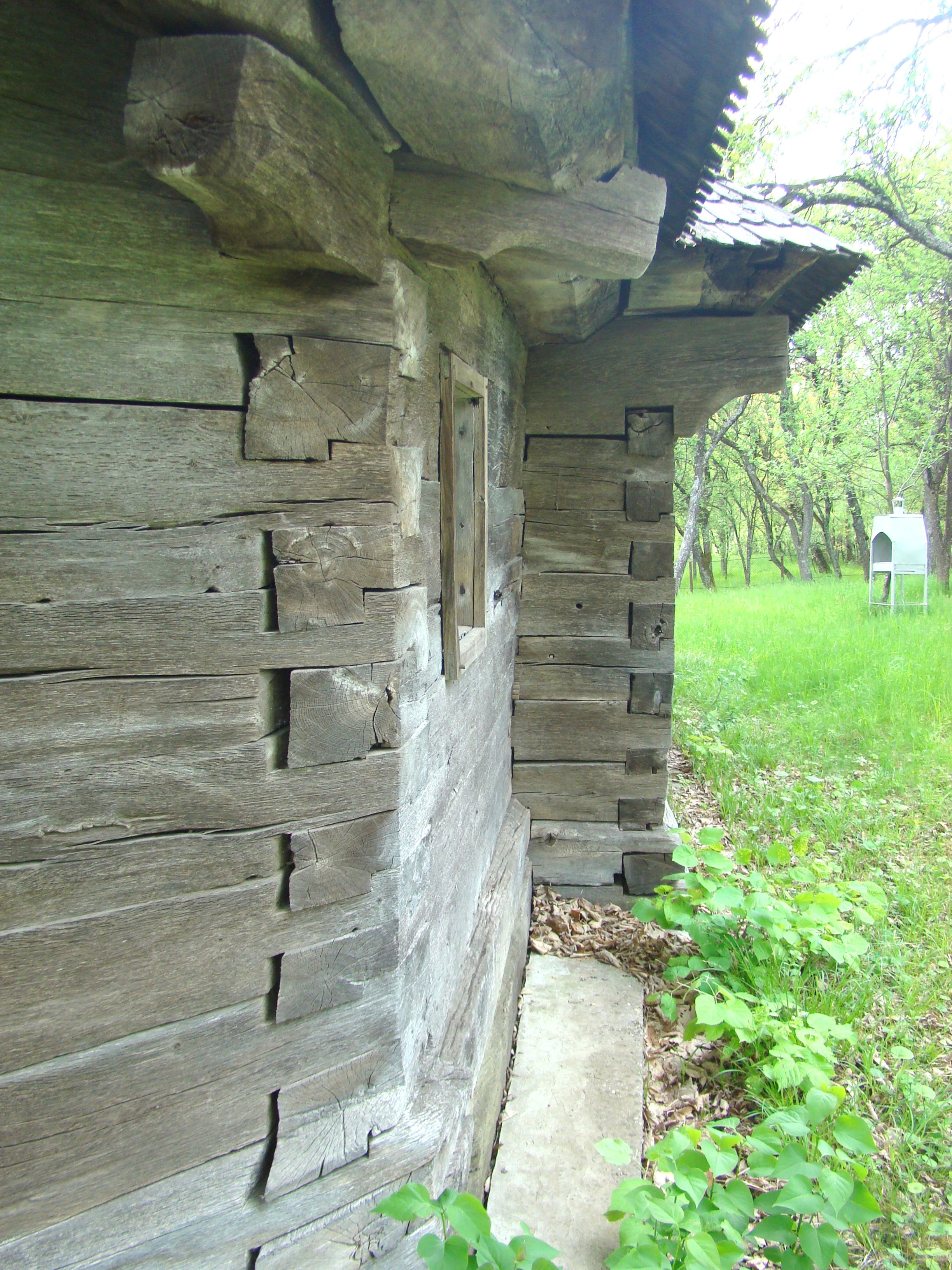
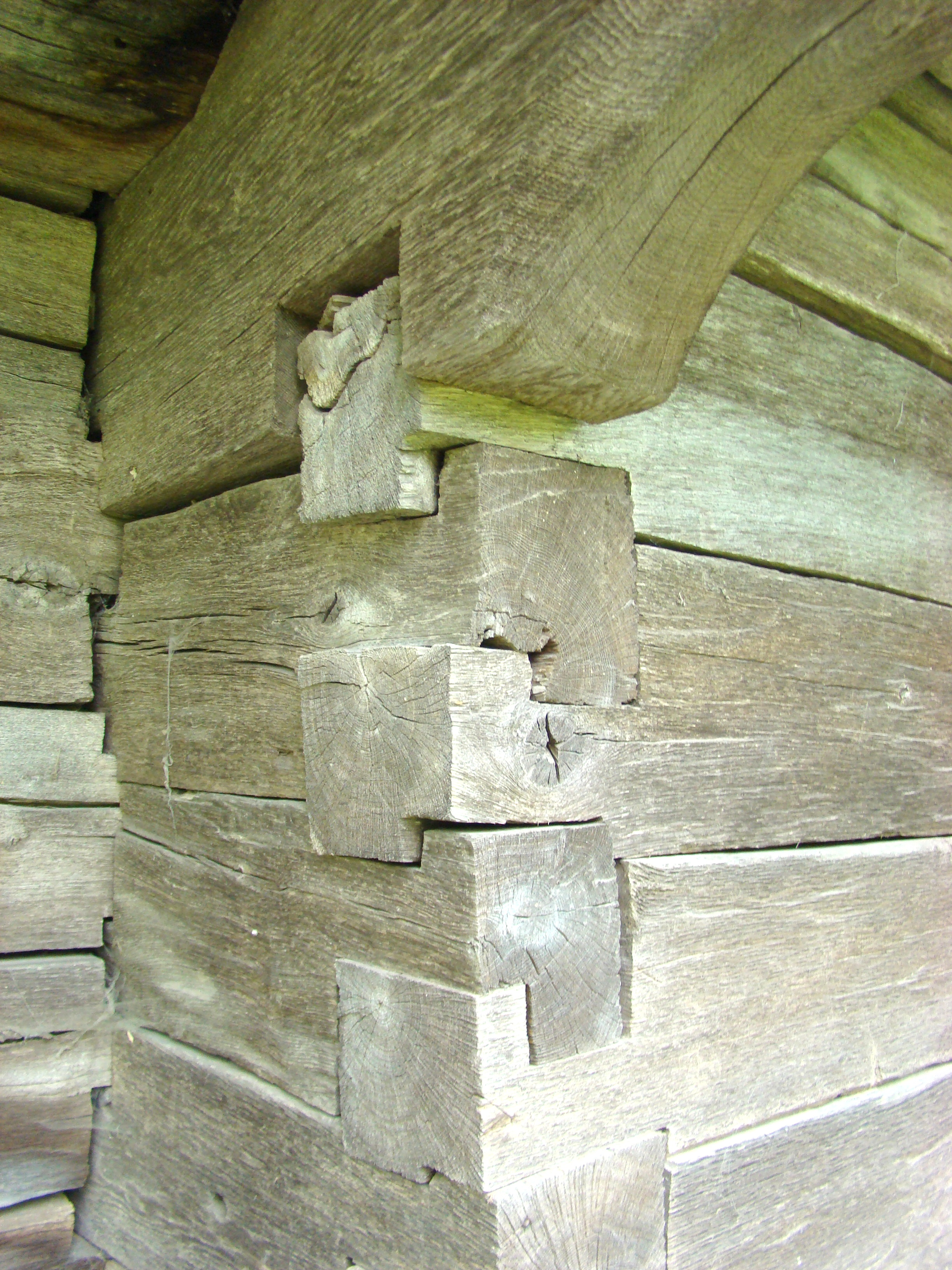
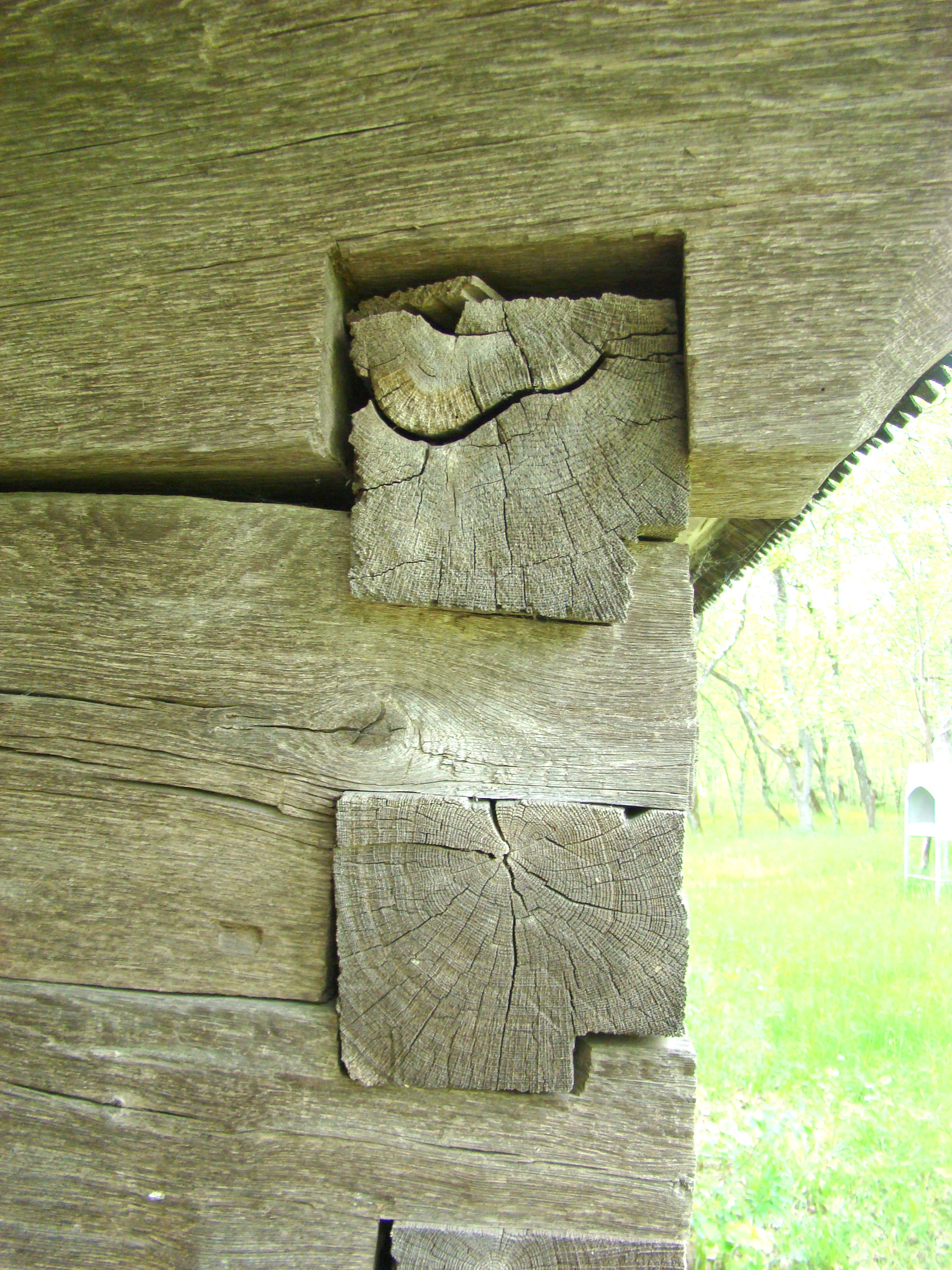
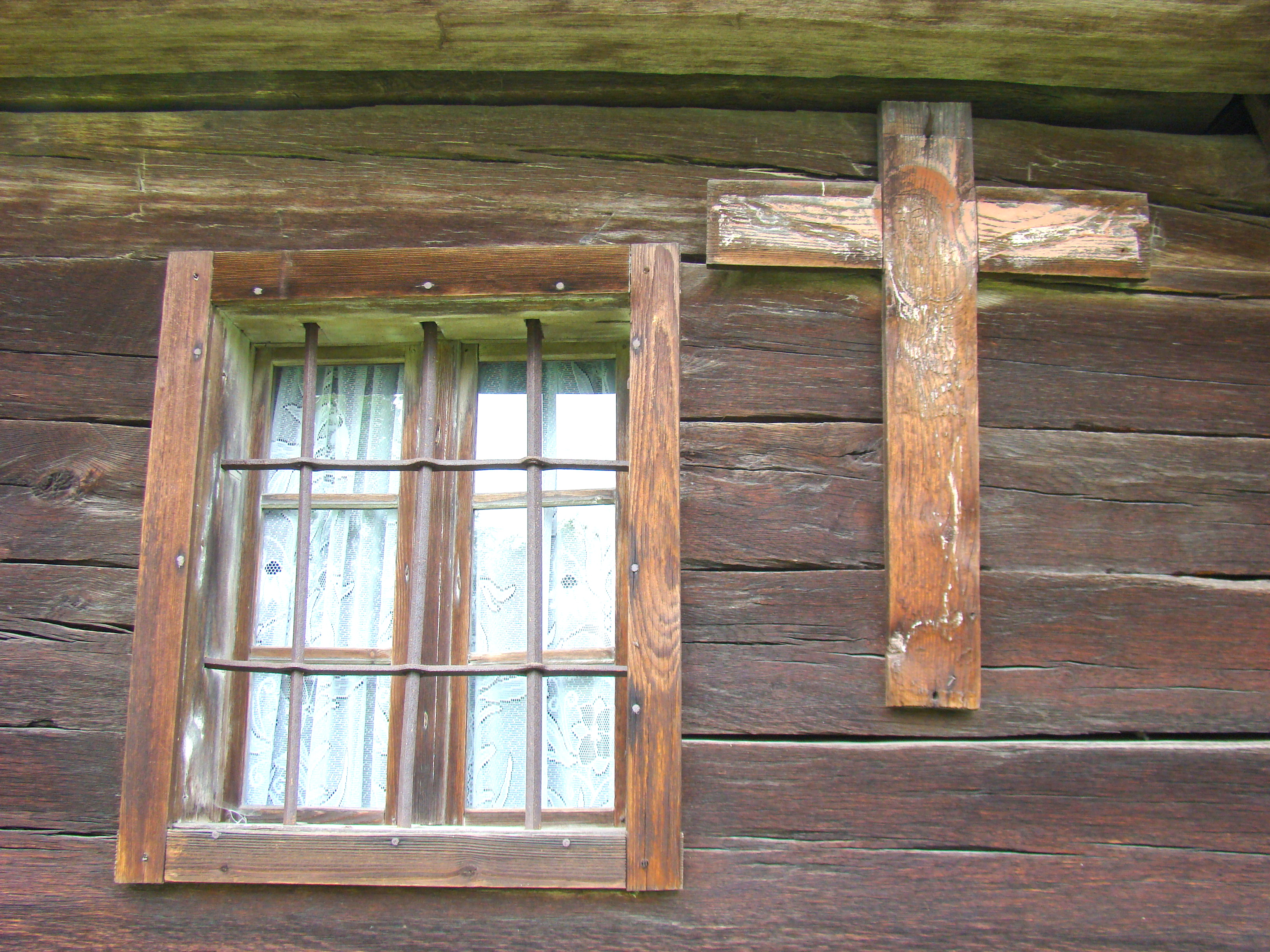
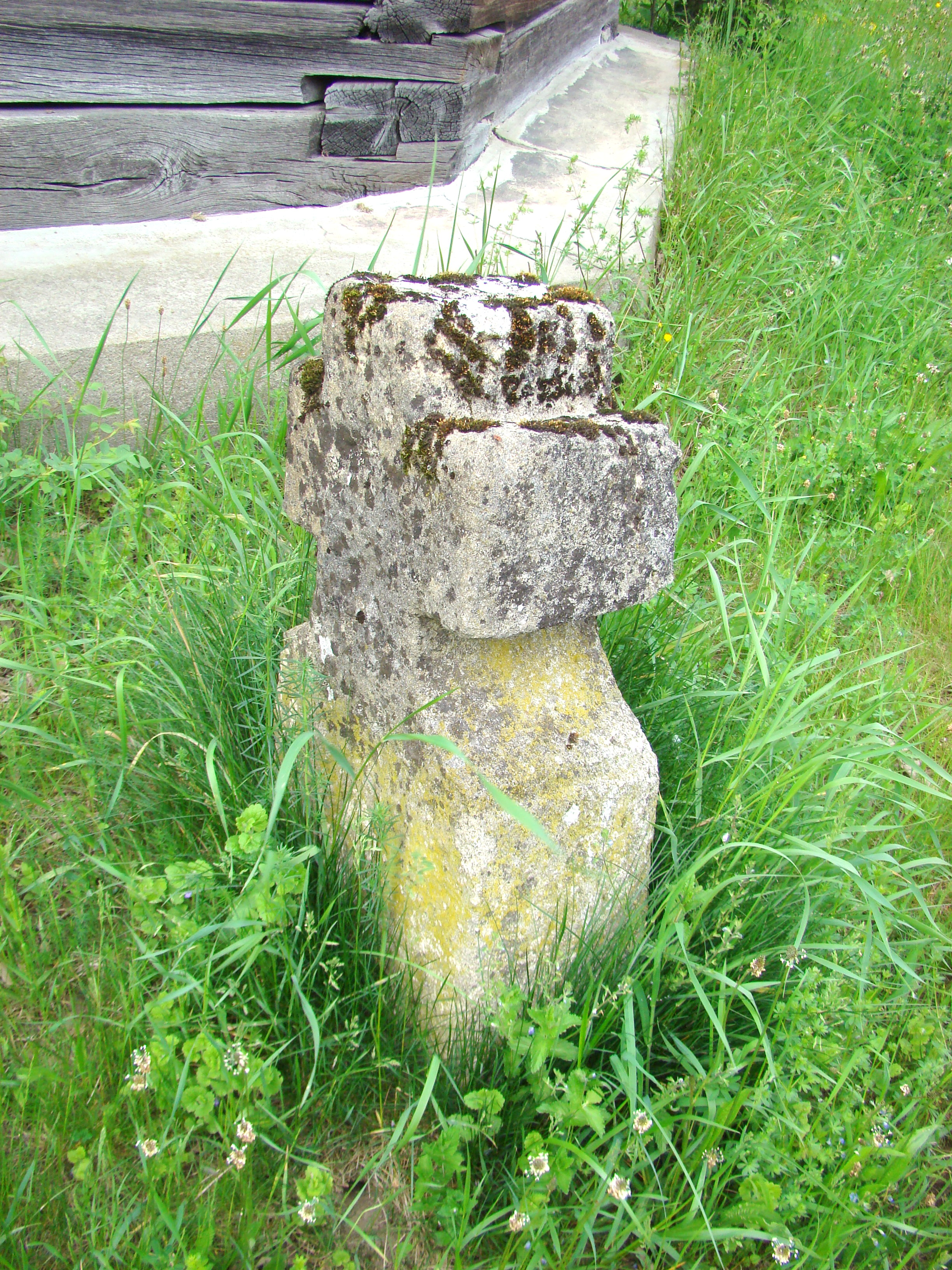
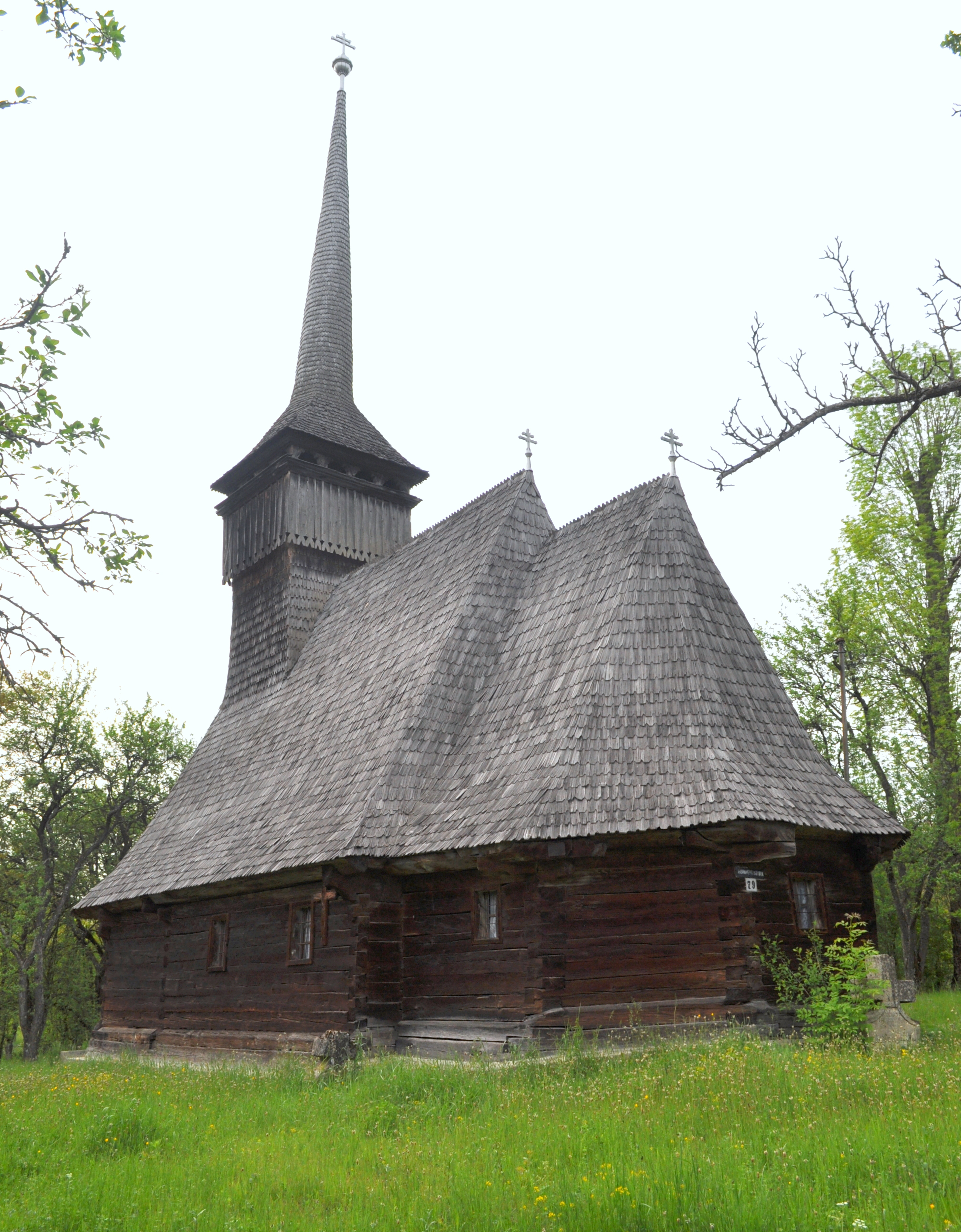
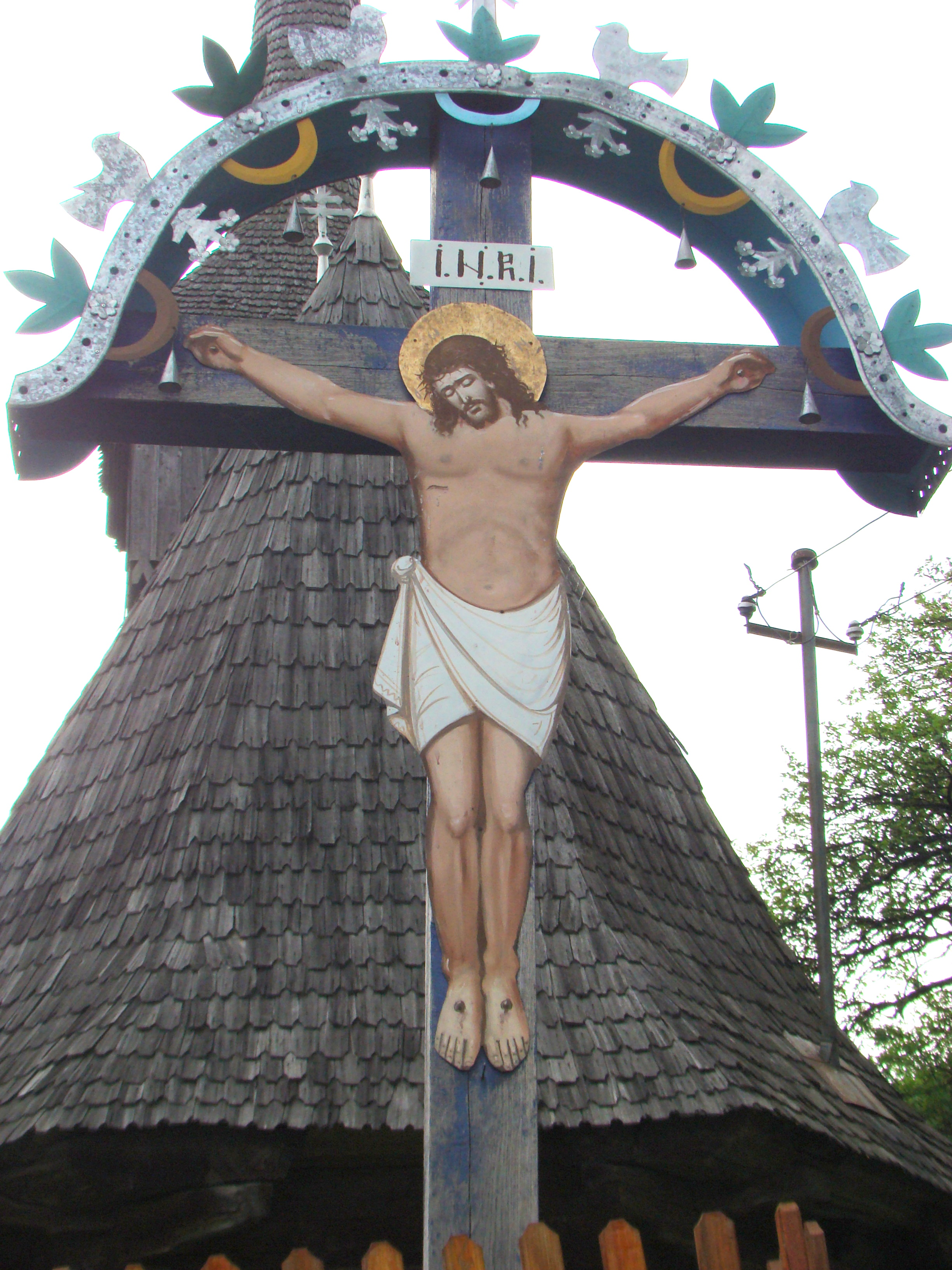

## Imagini din interior

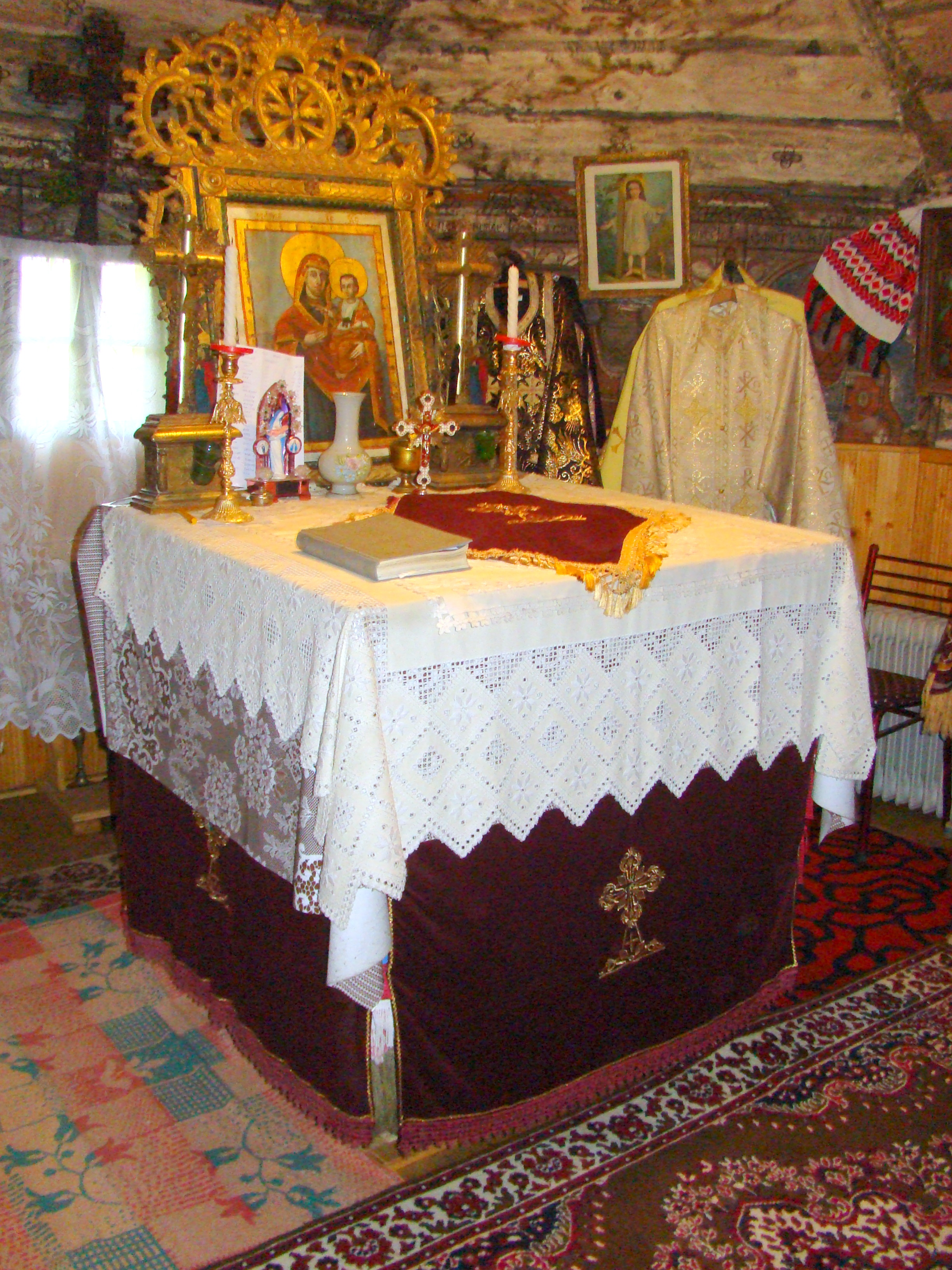
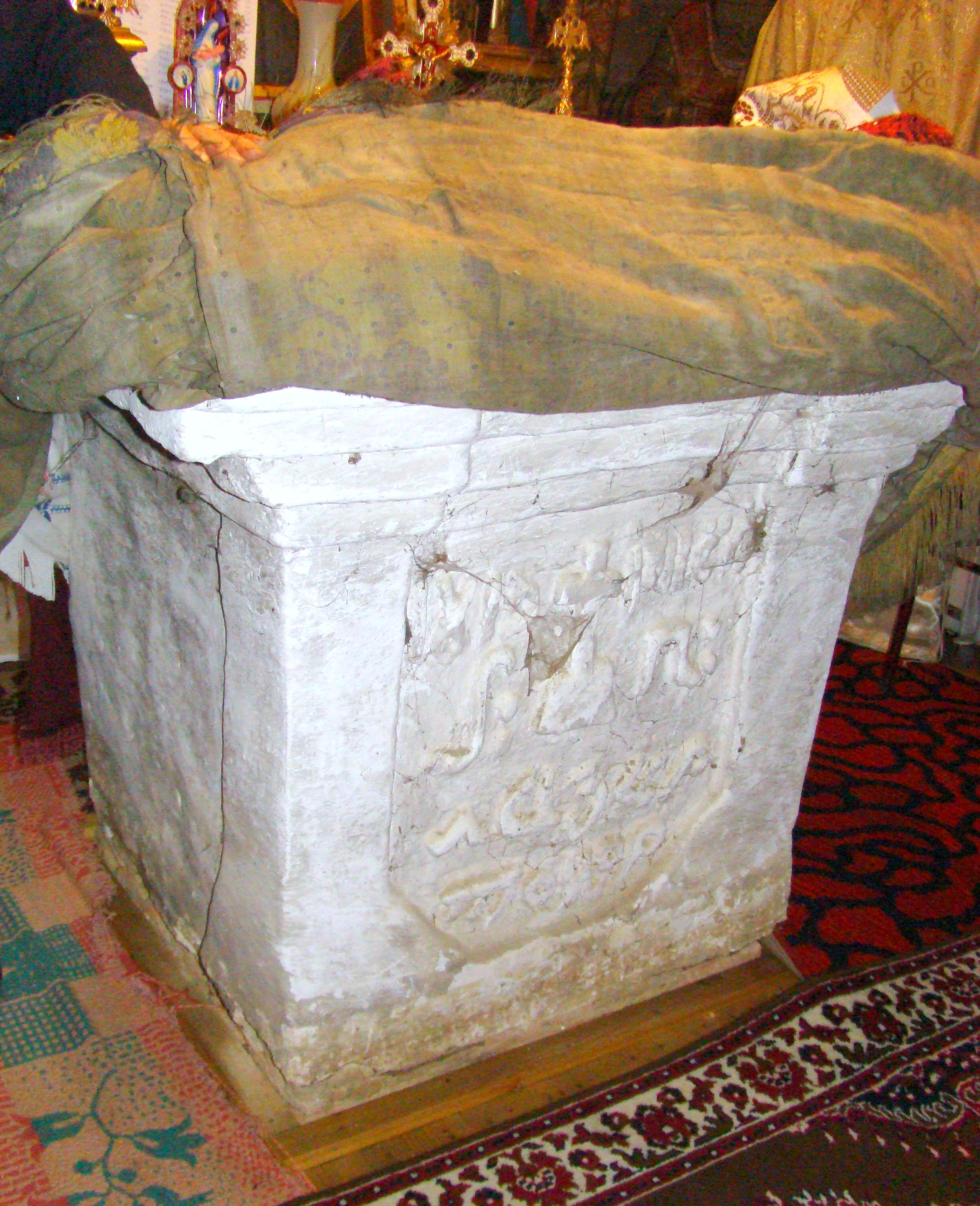
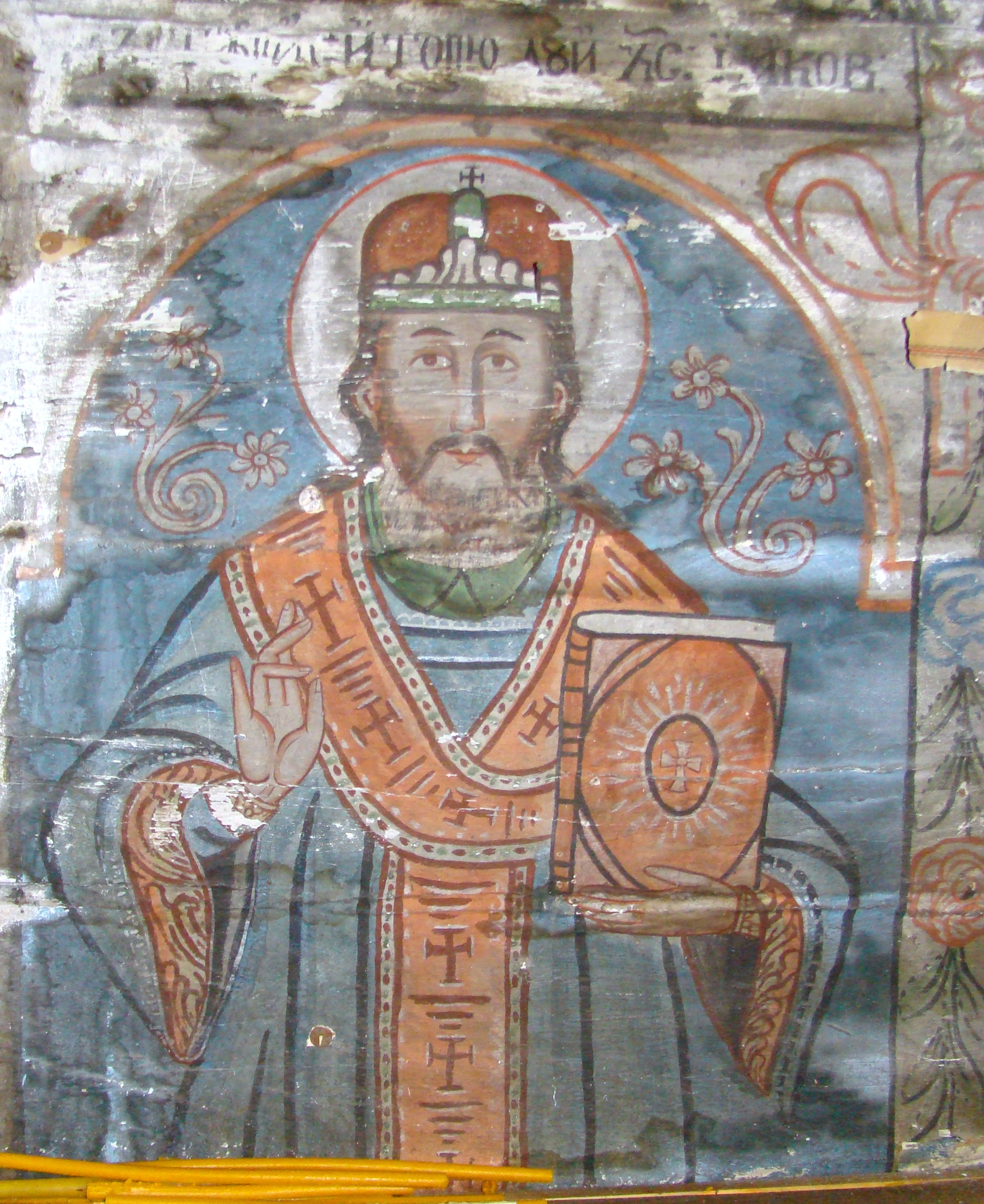
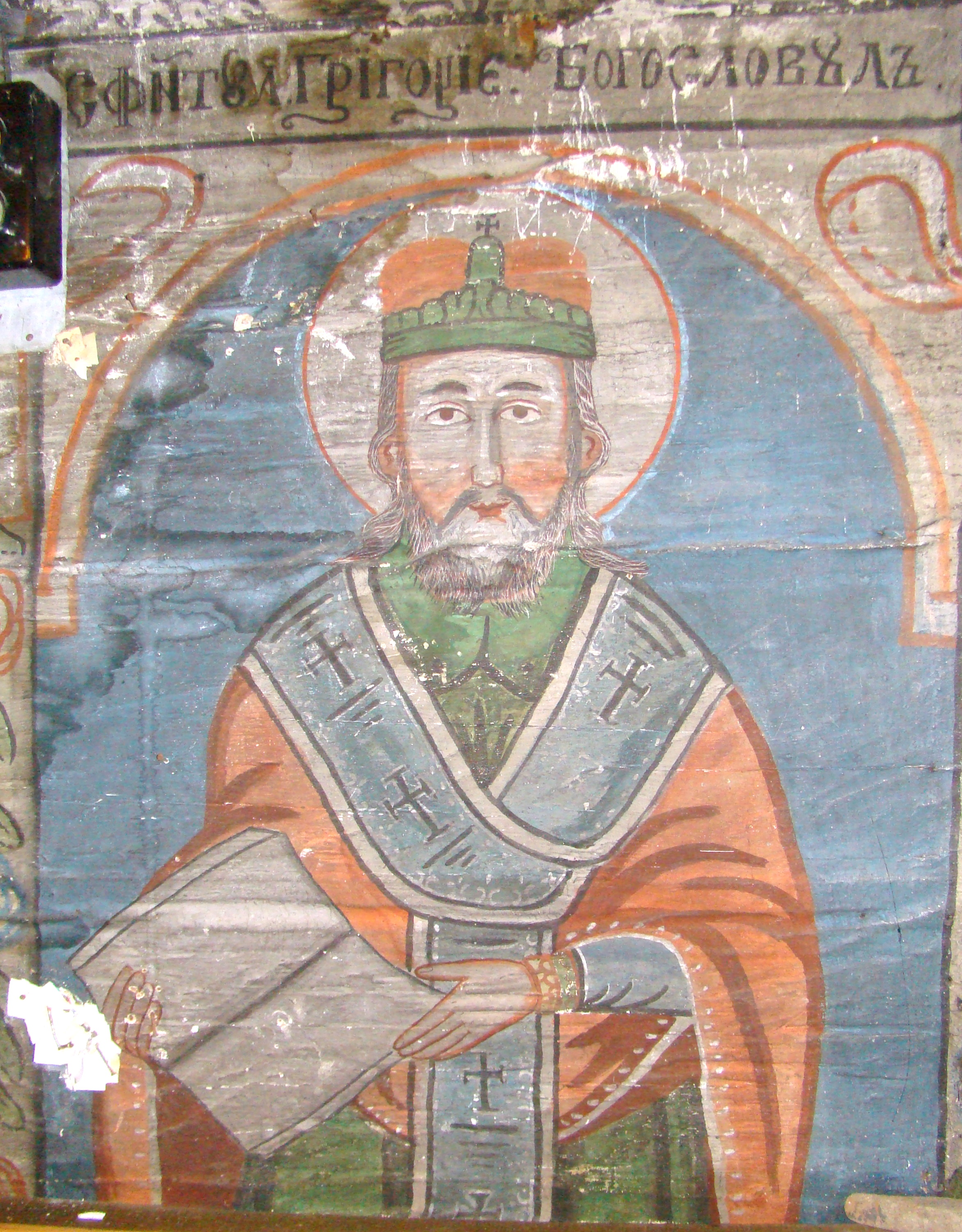
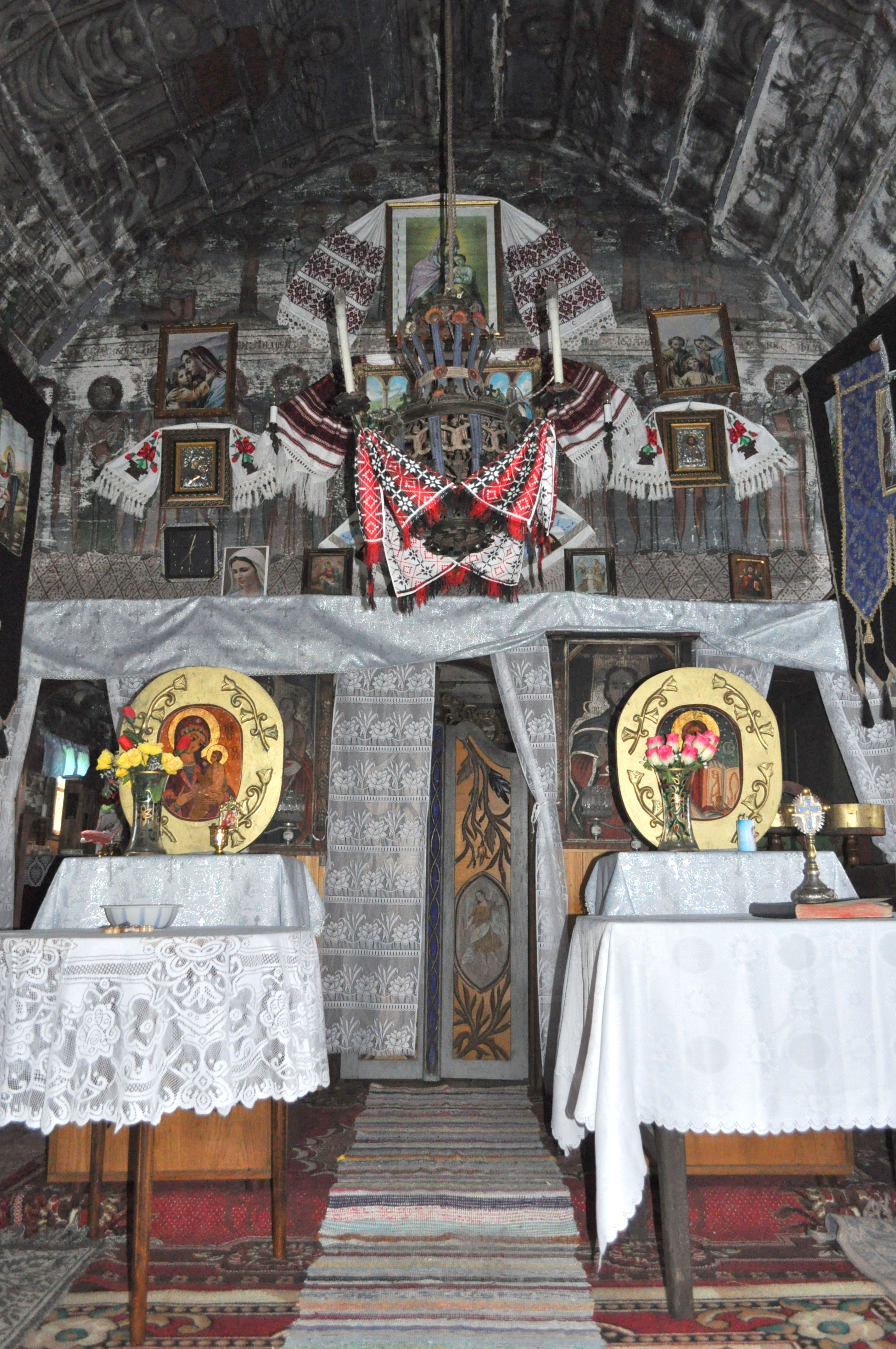
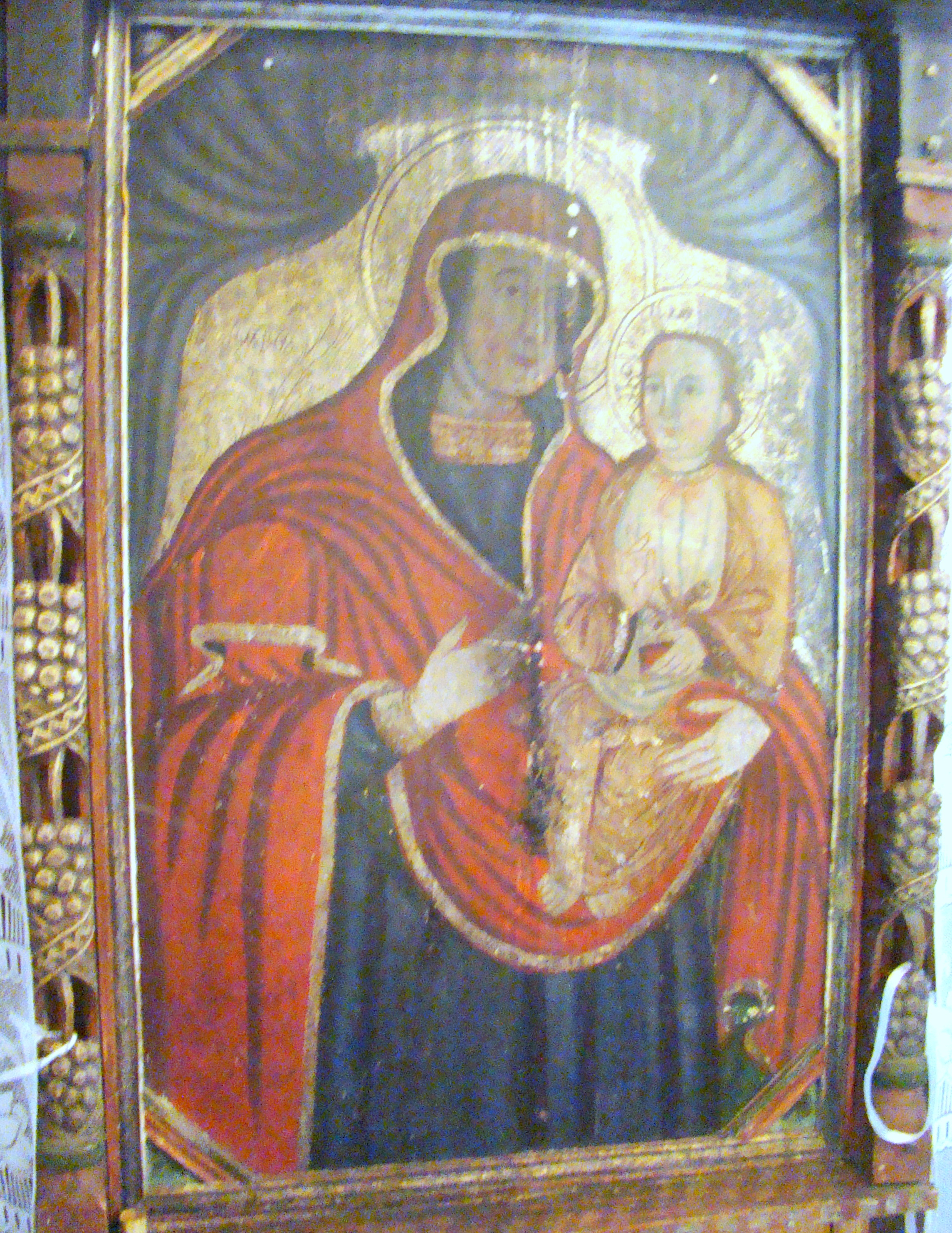
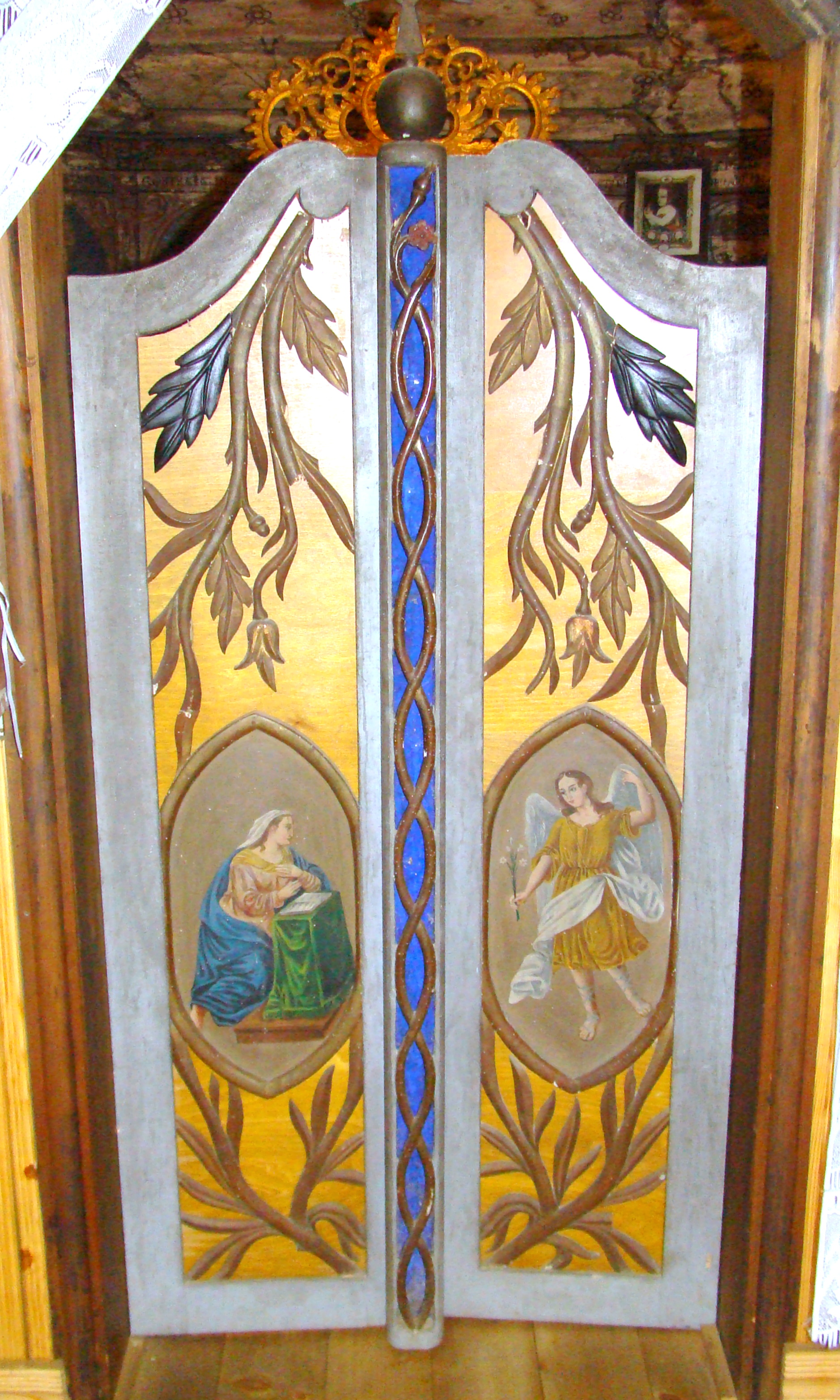
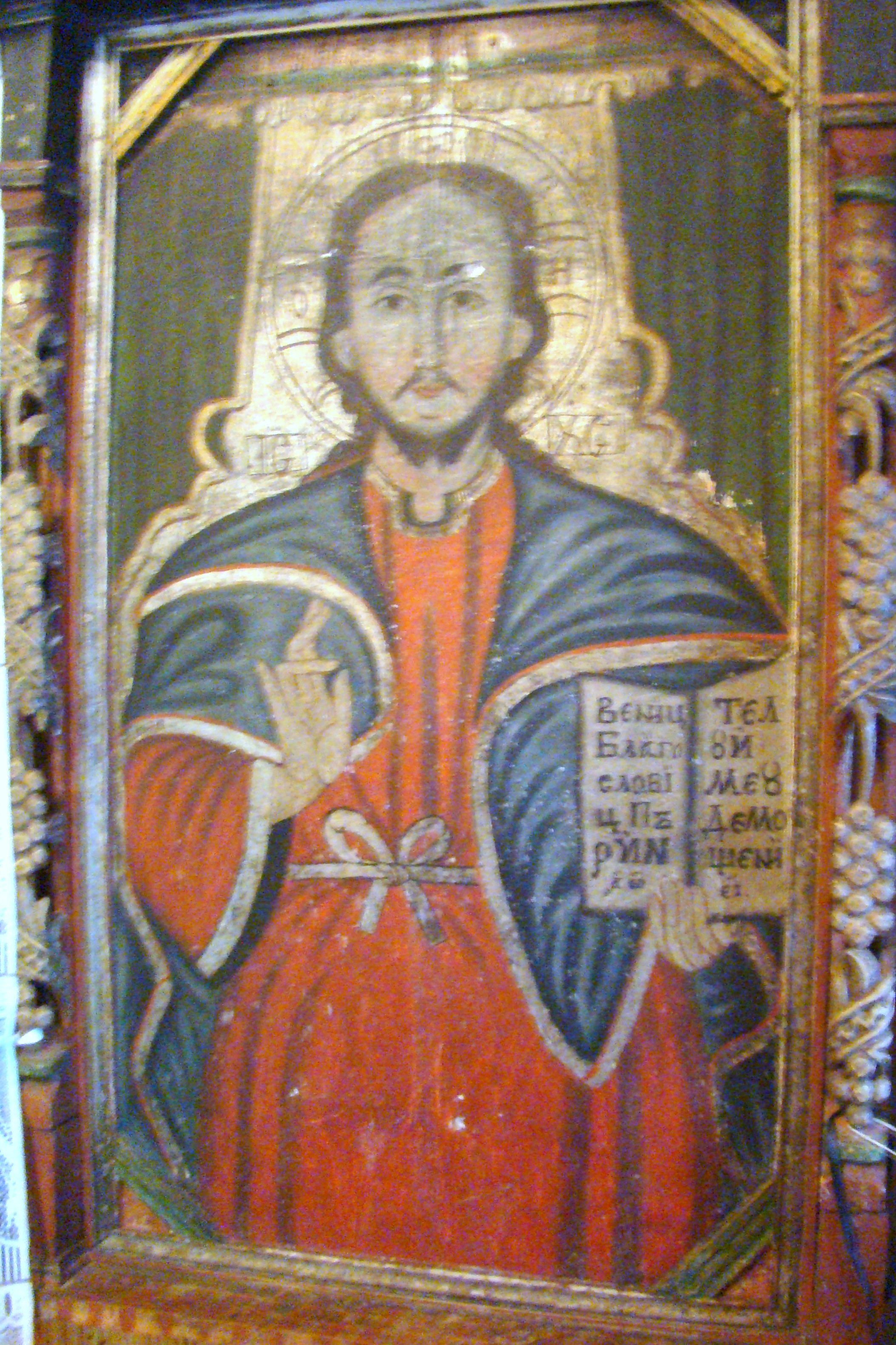
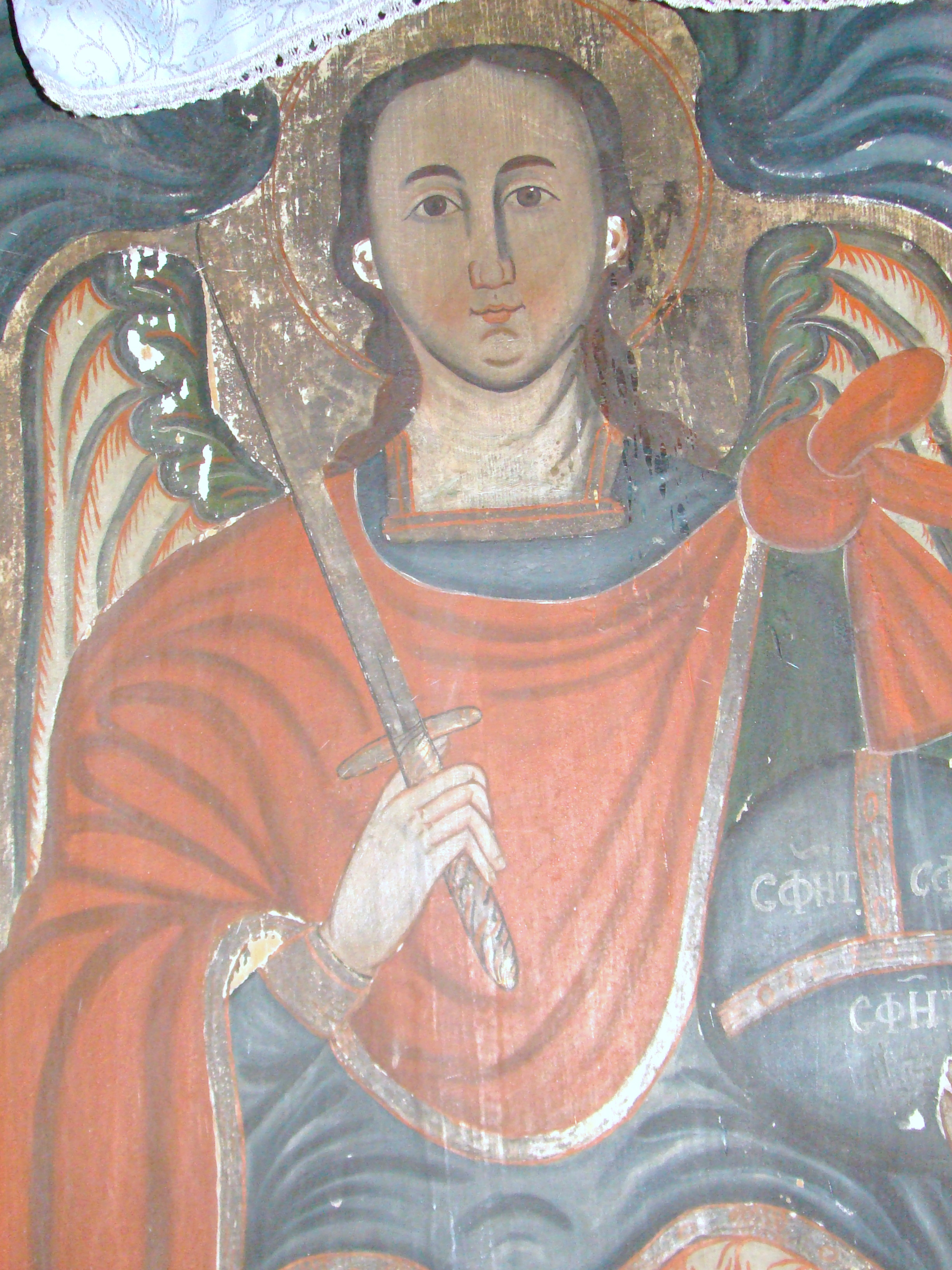
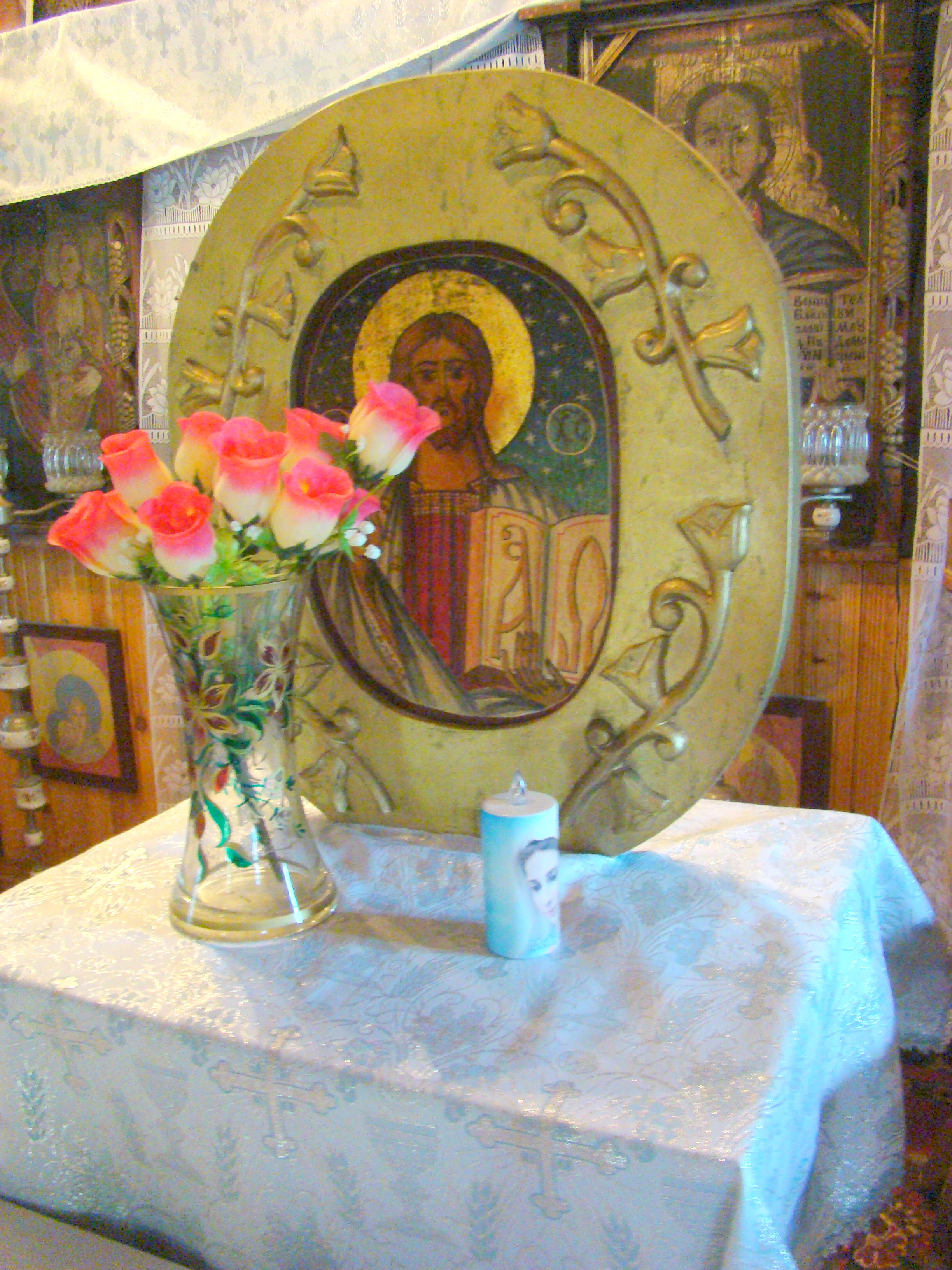
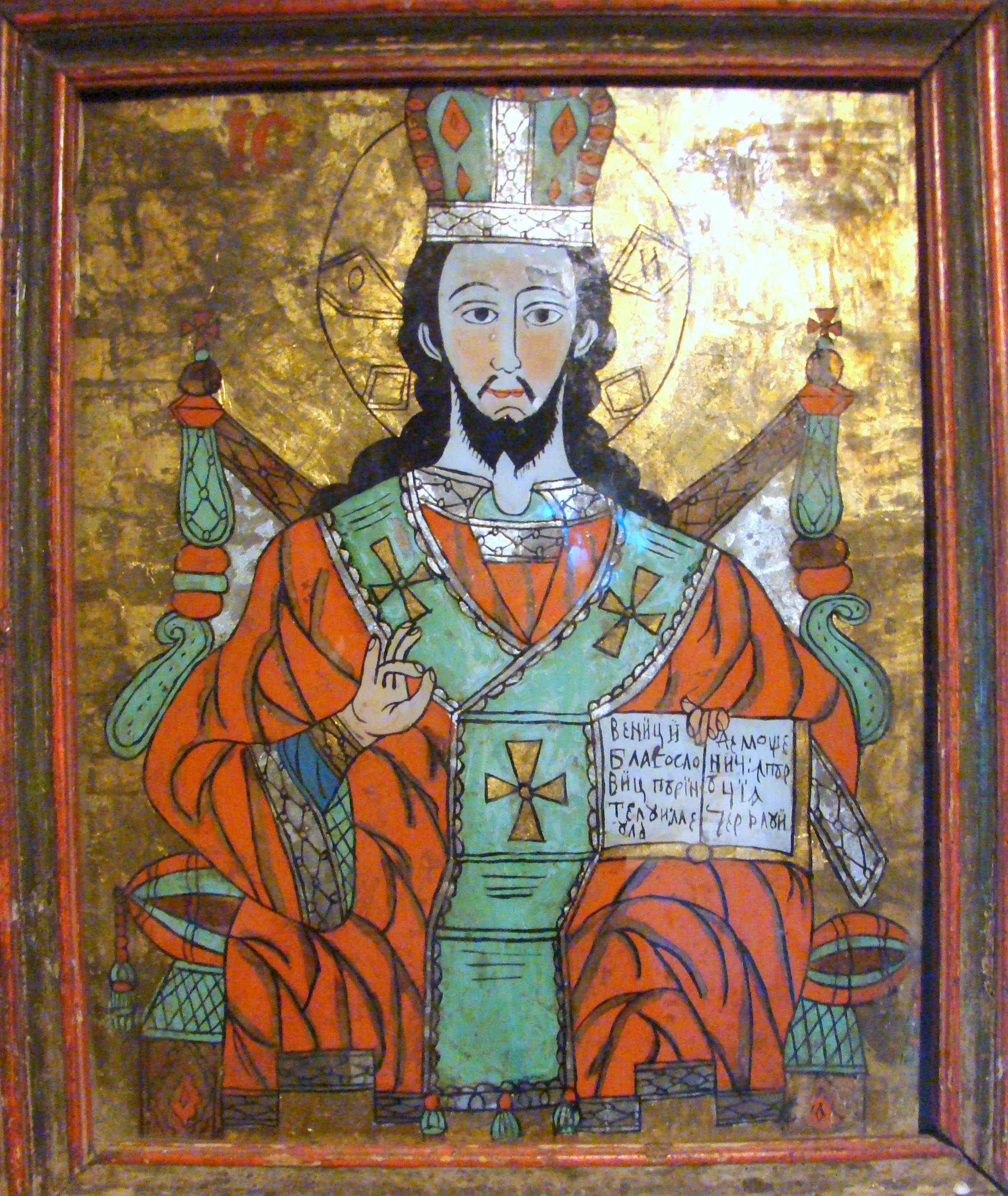
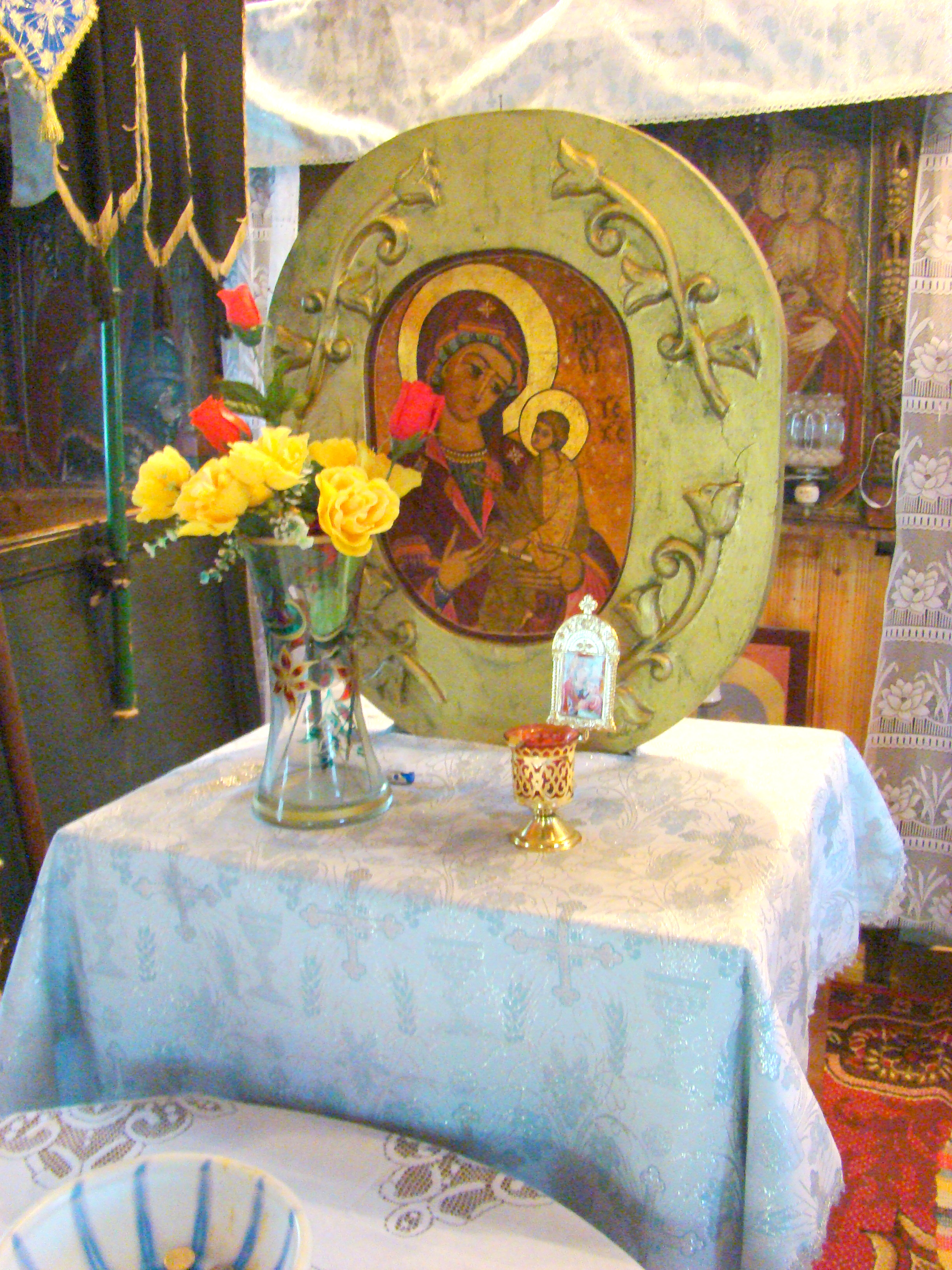
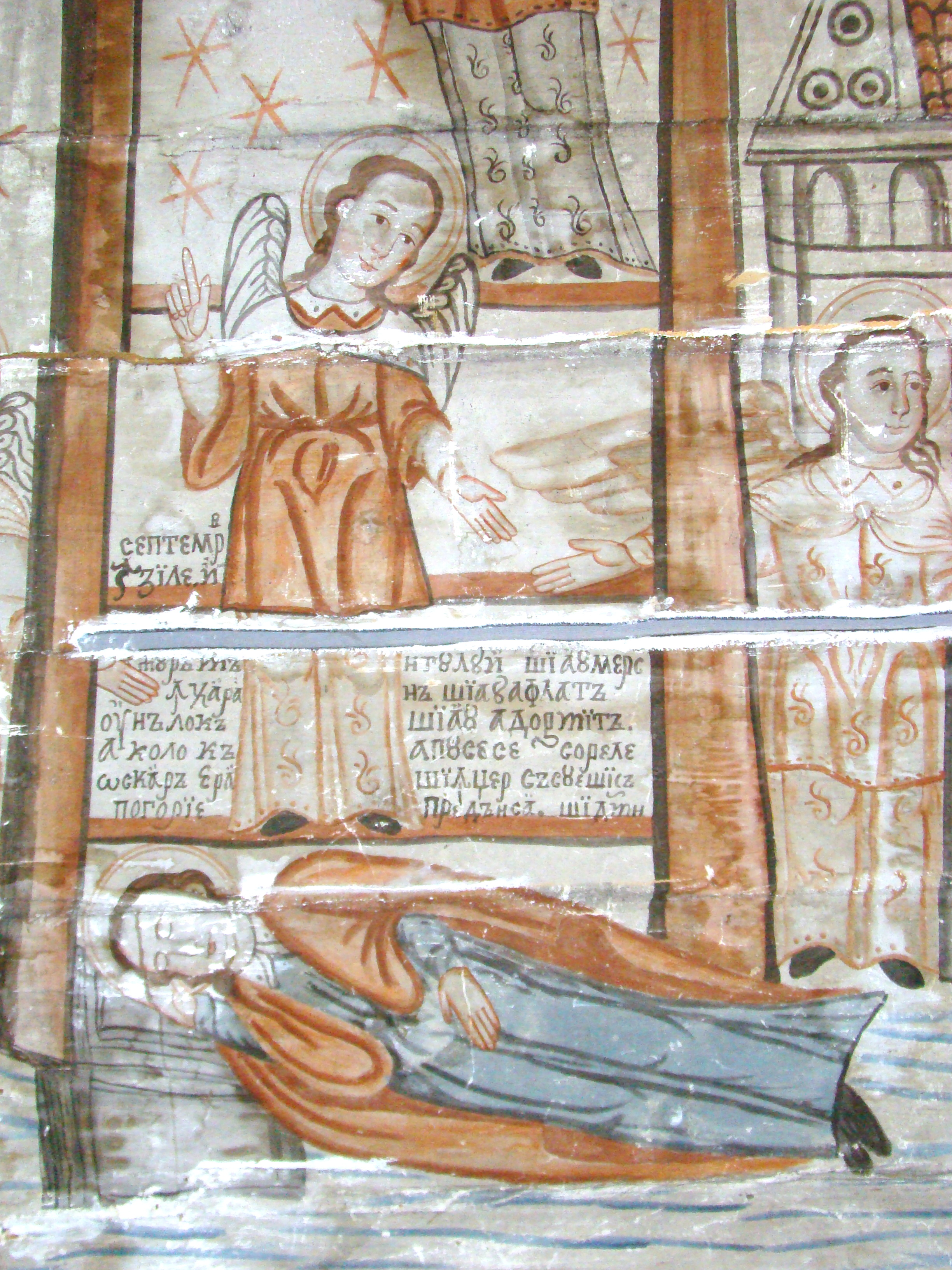
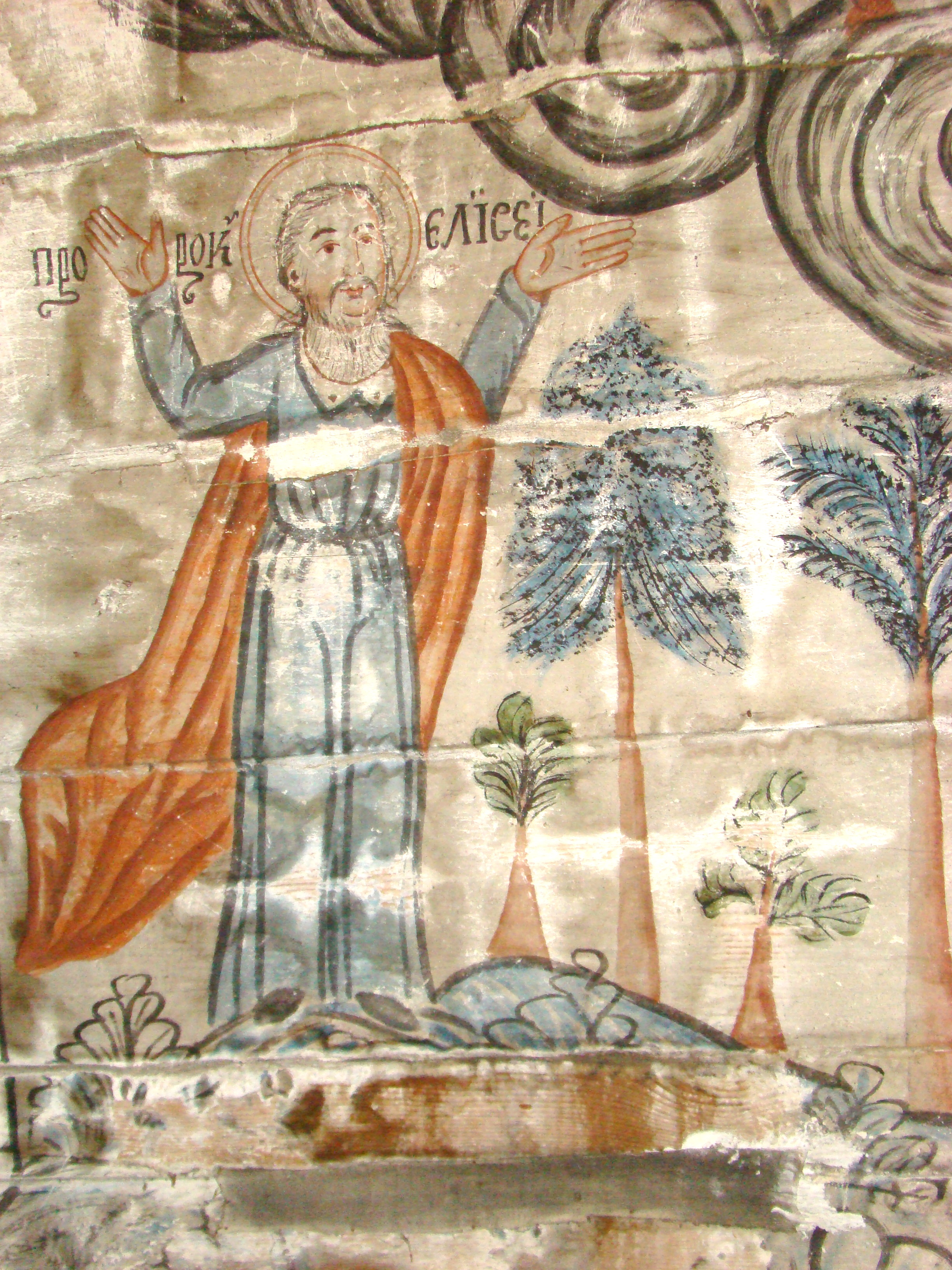
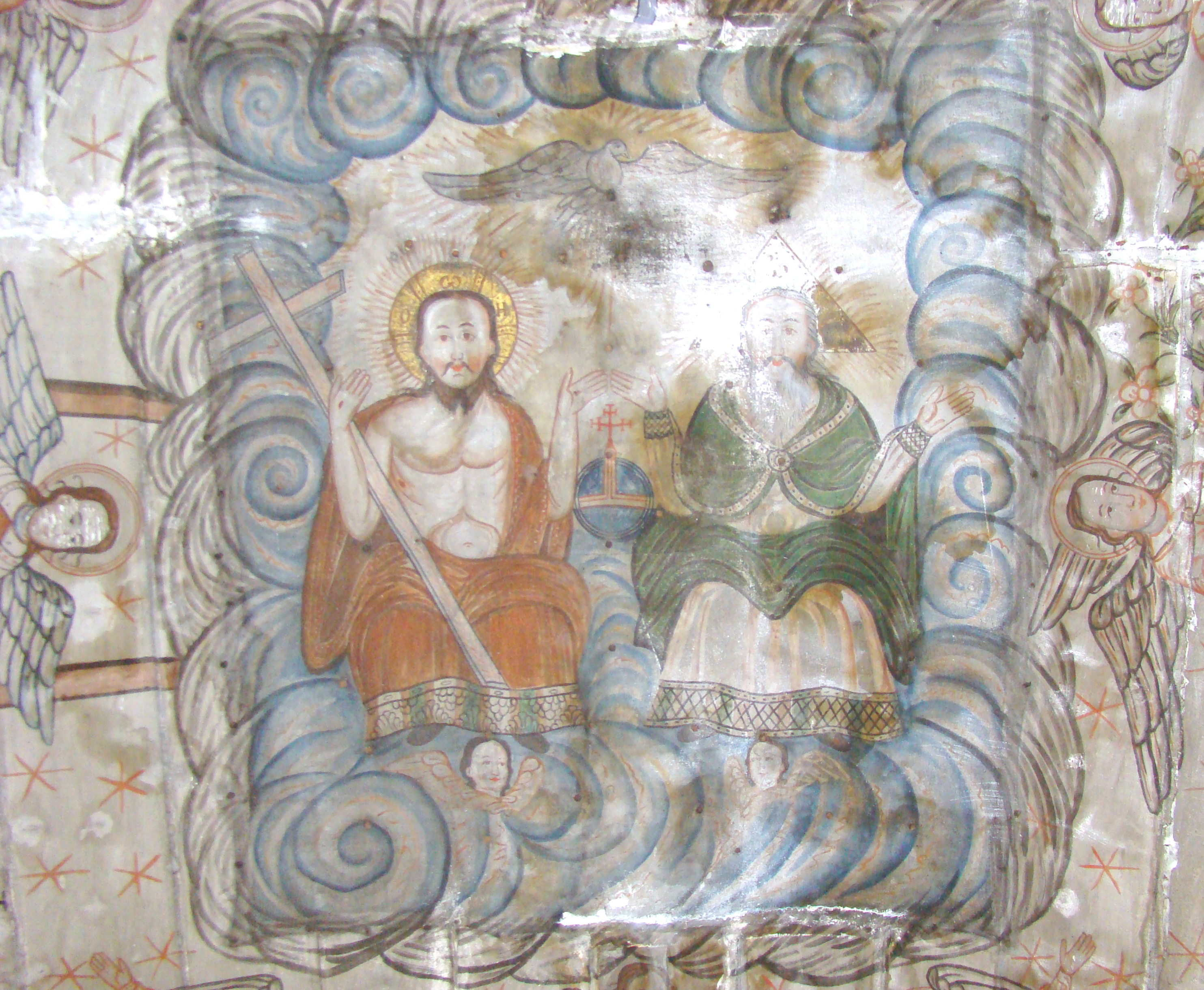
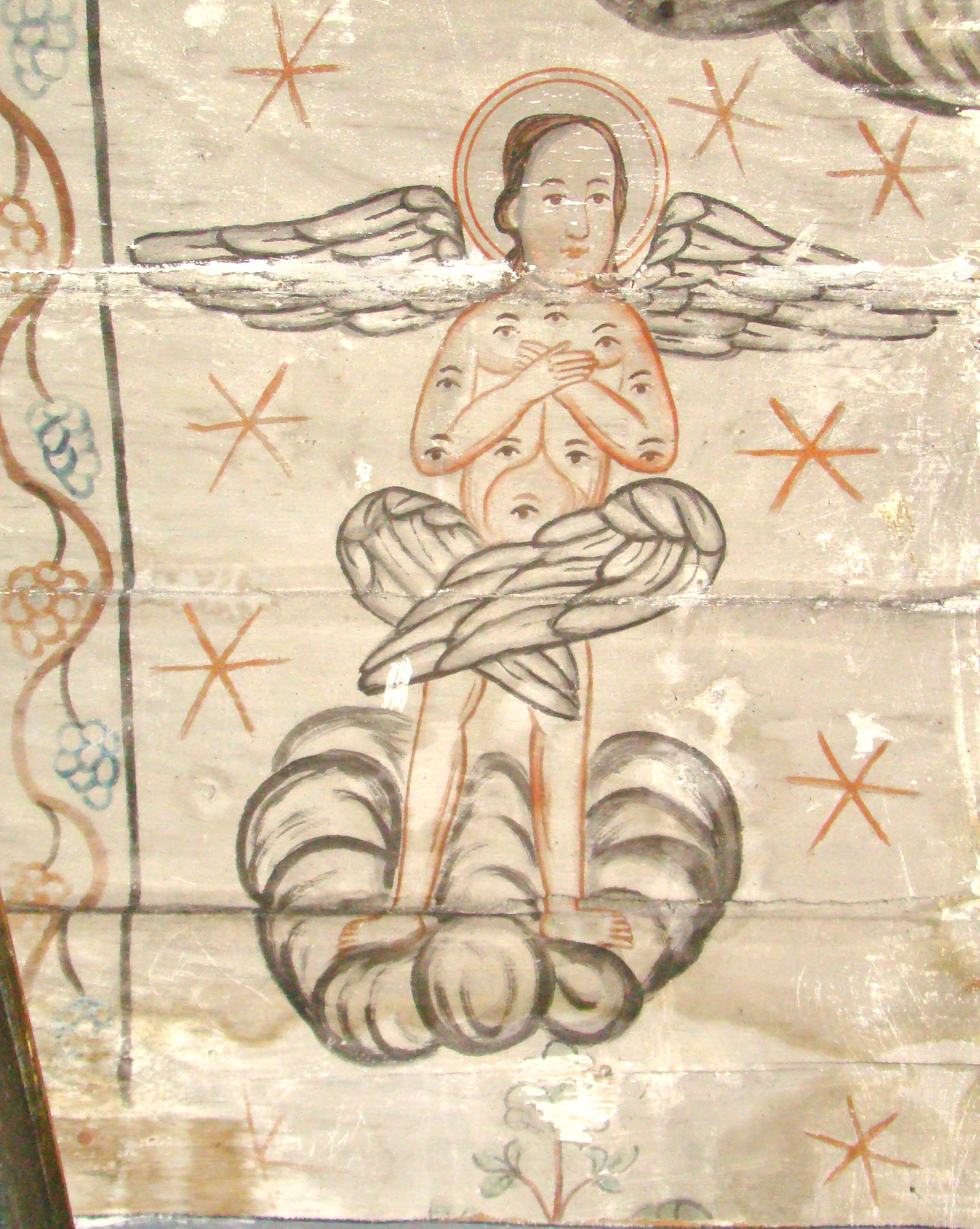
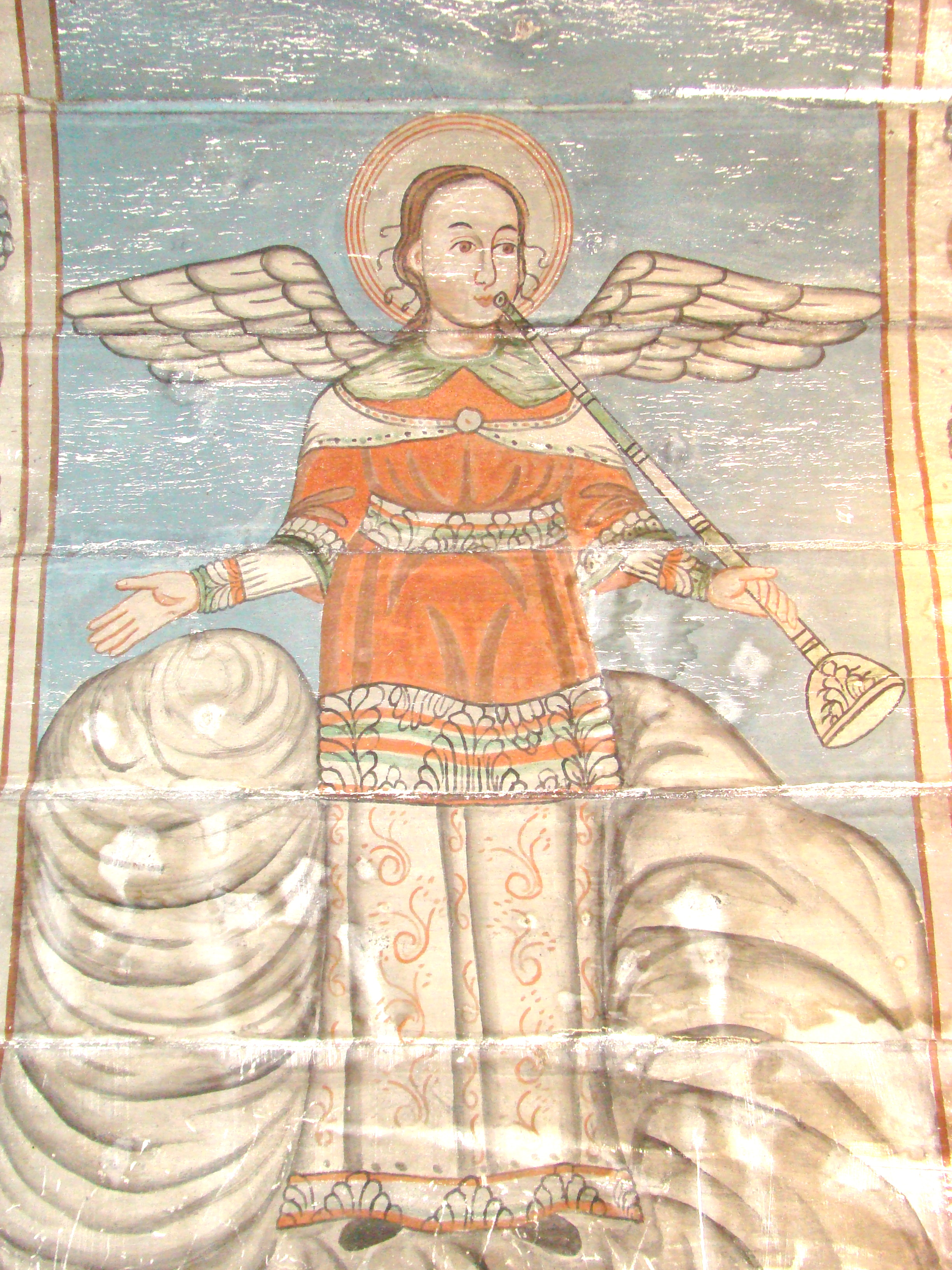
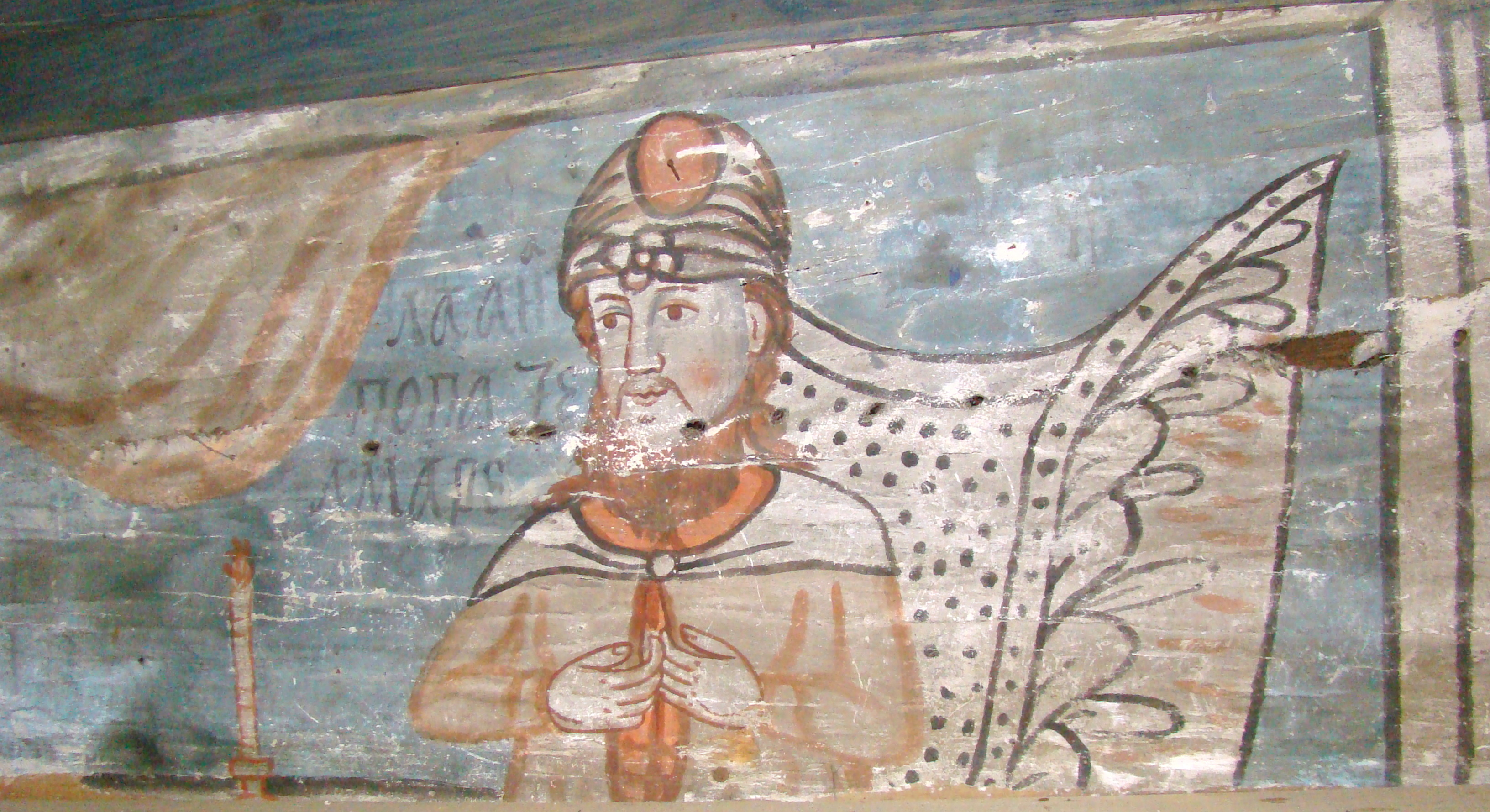
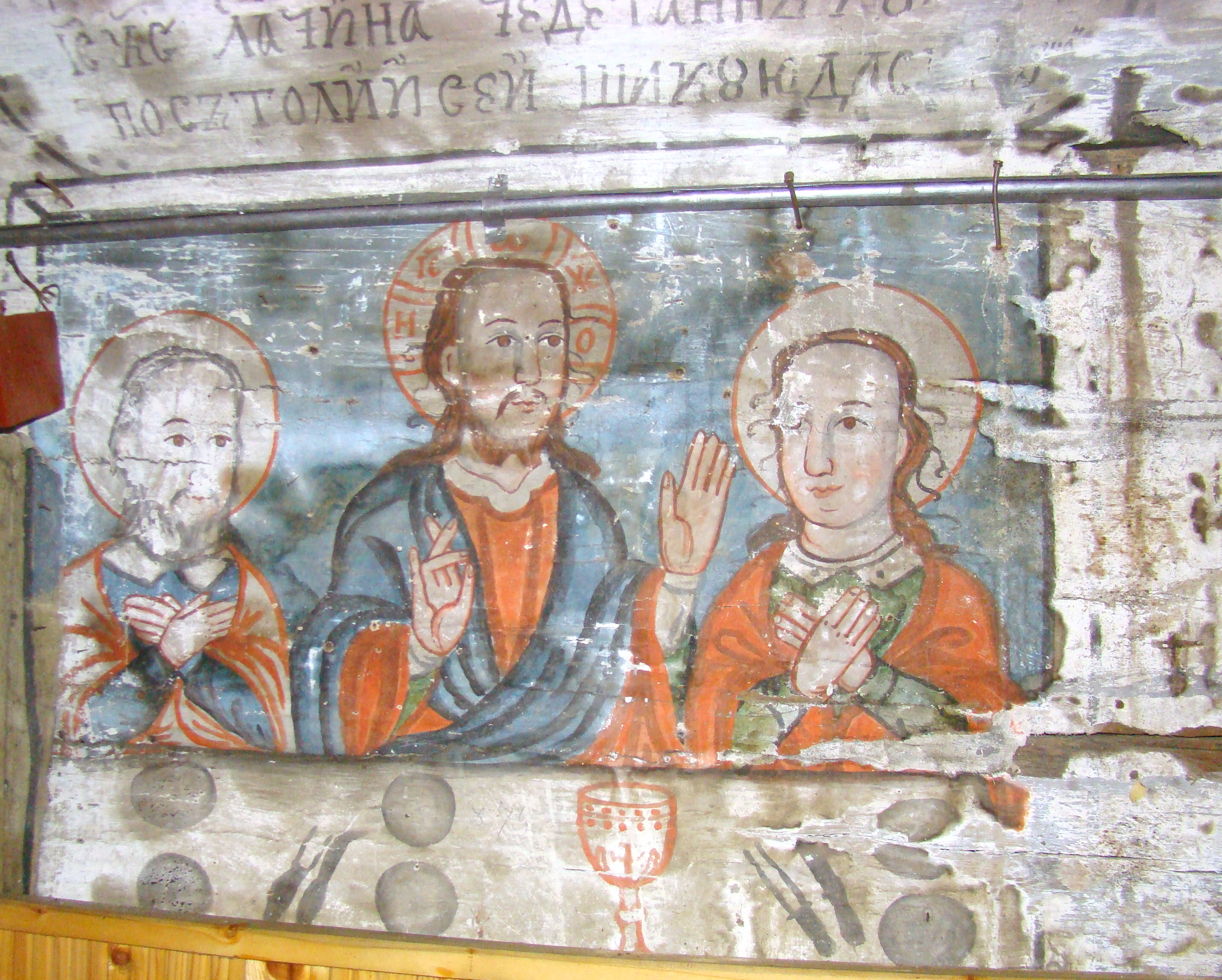
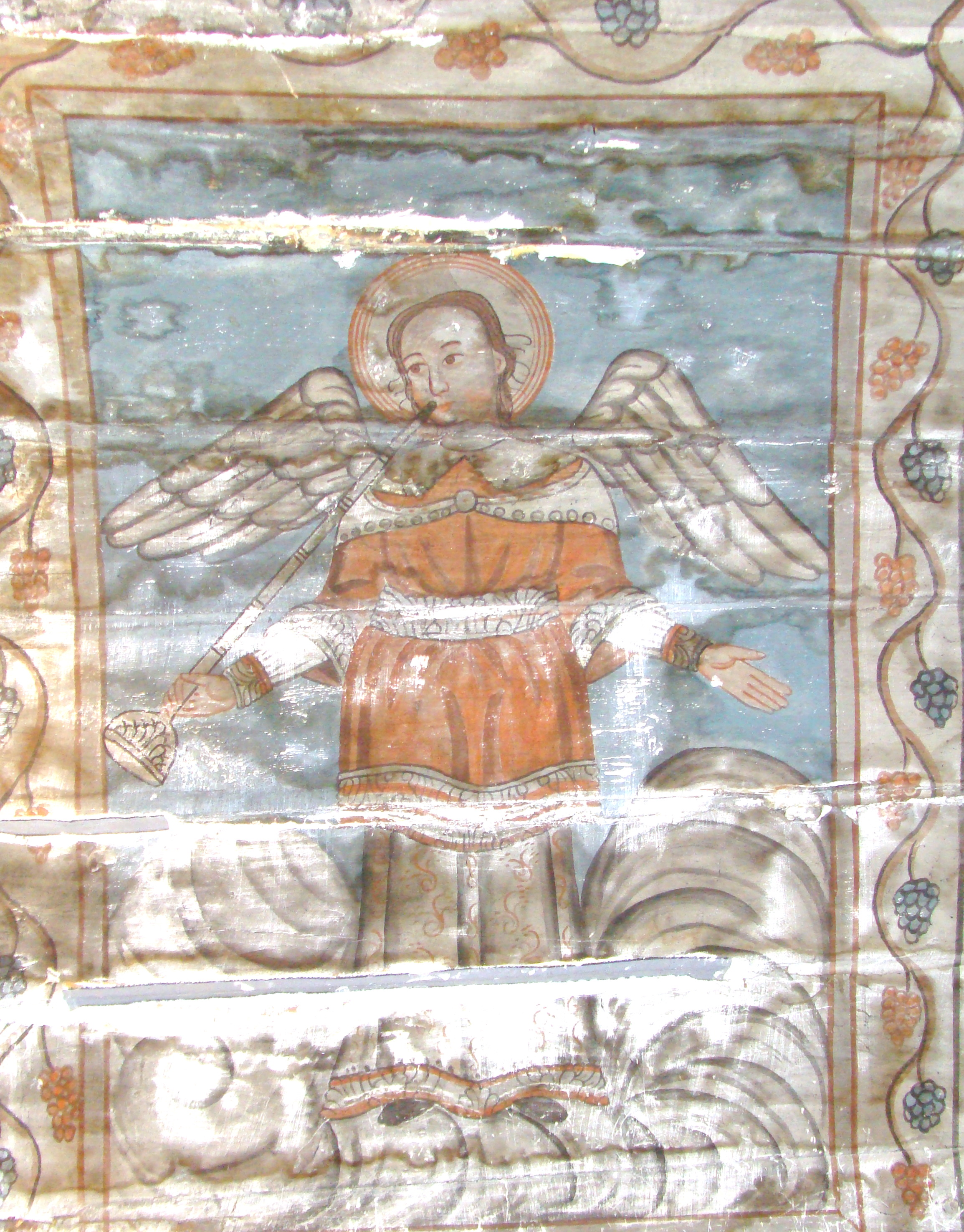
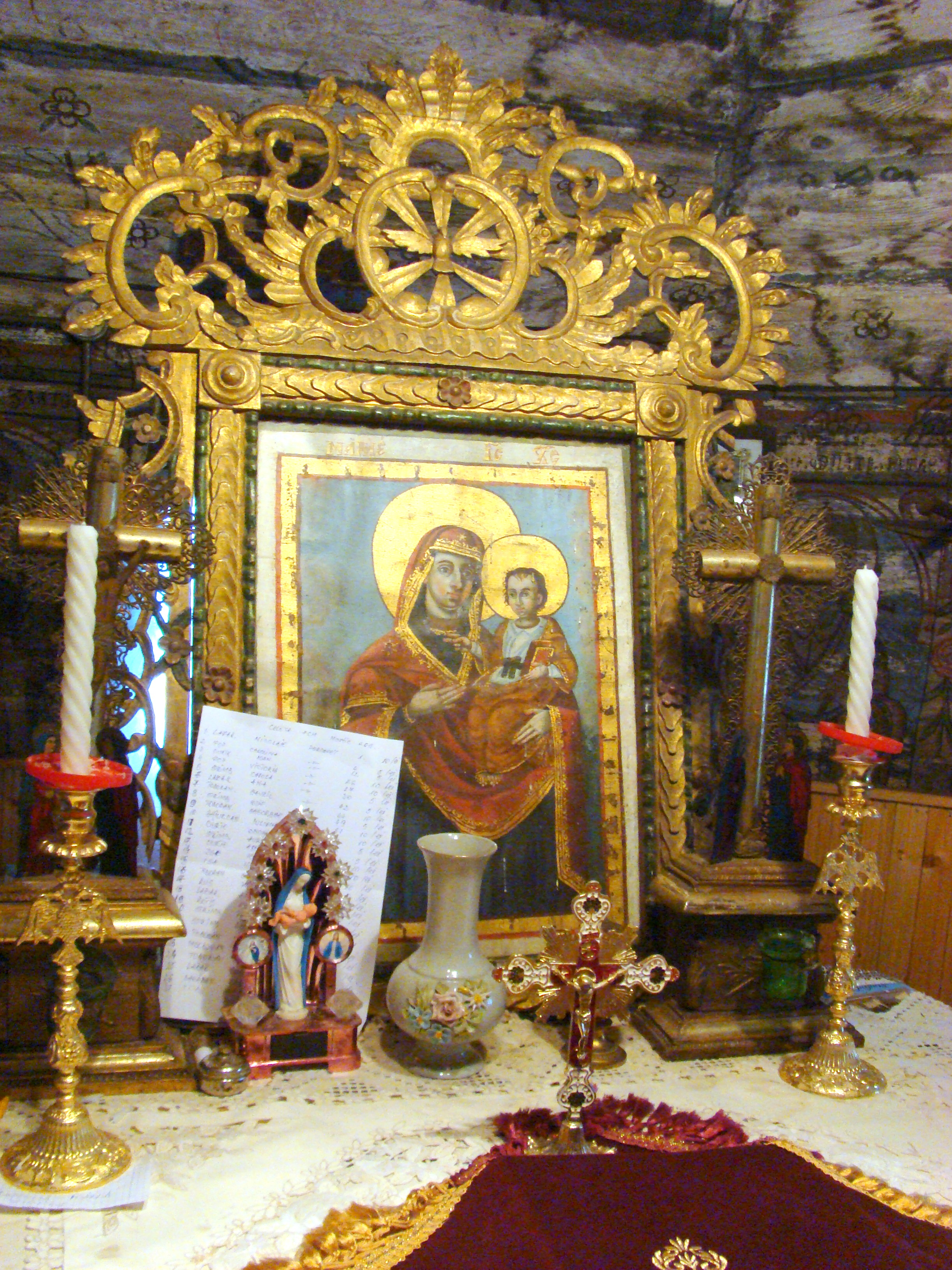
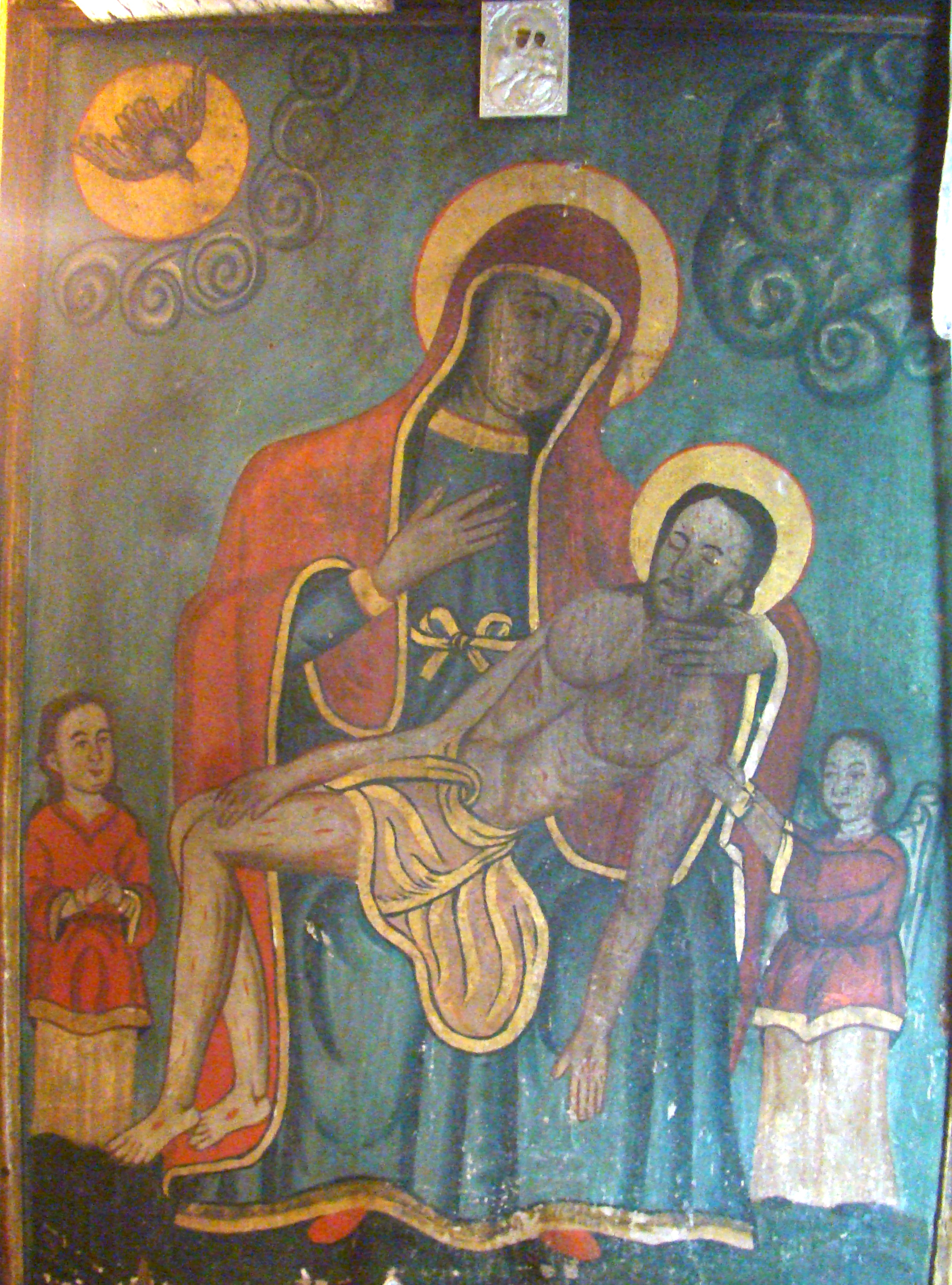
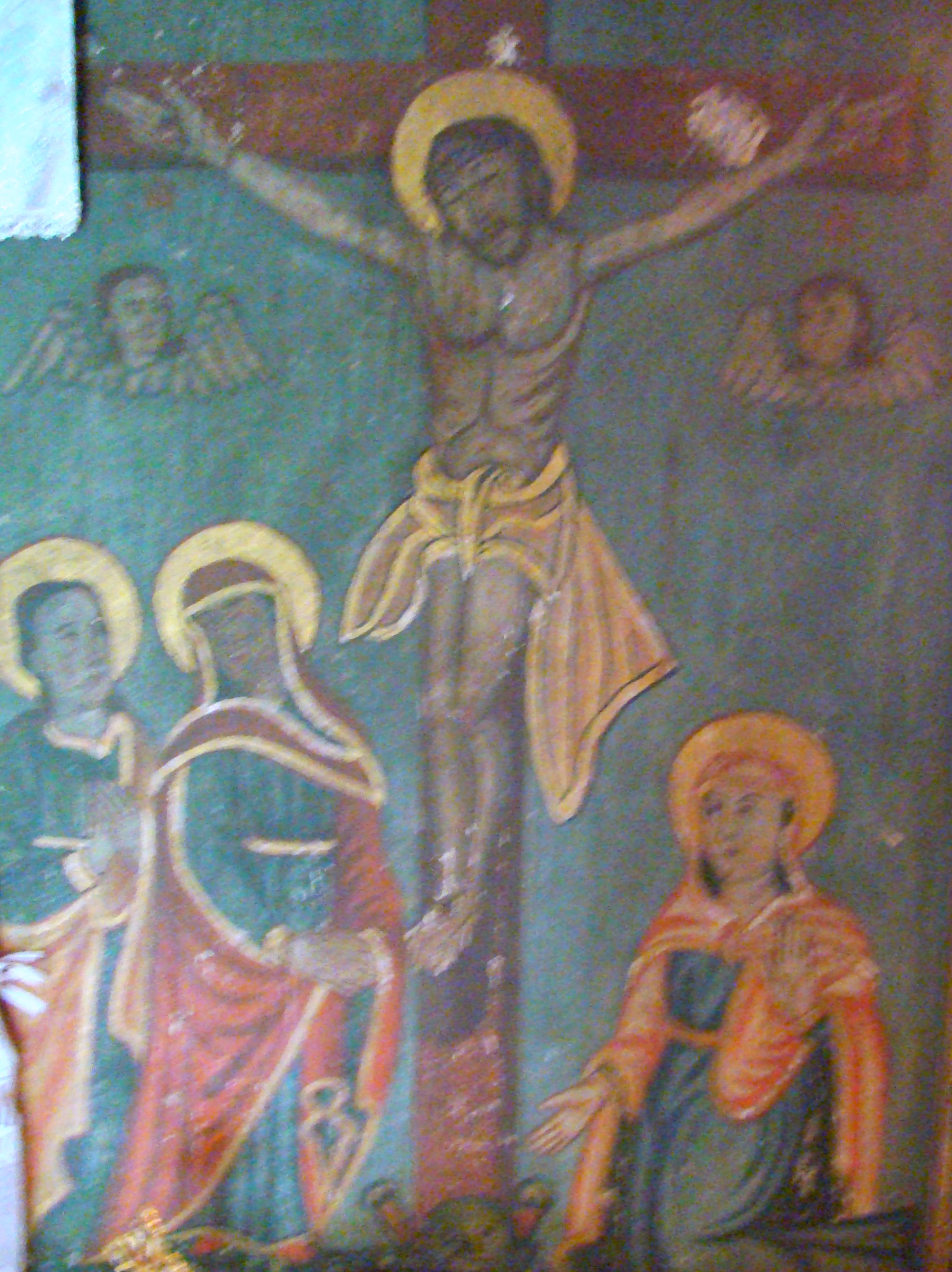
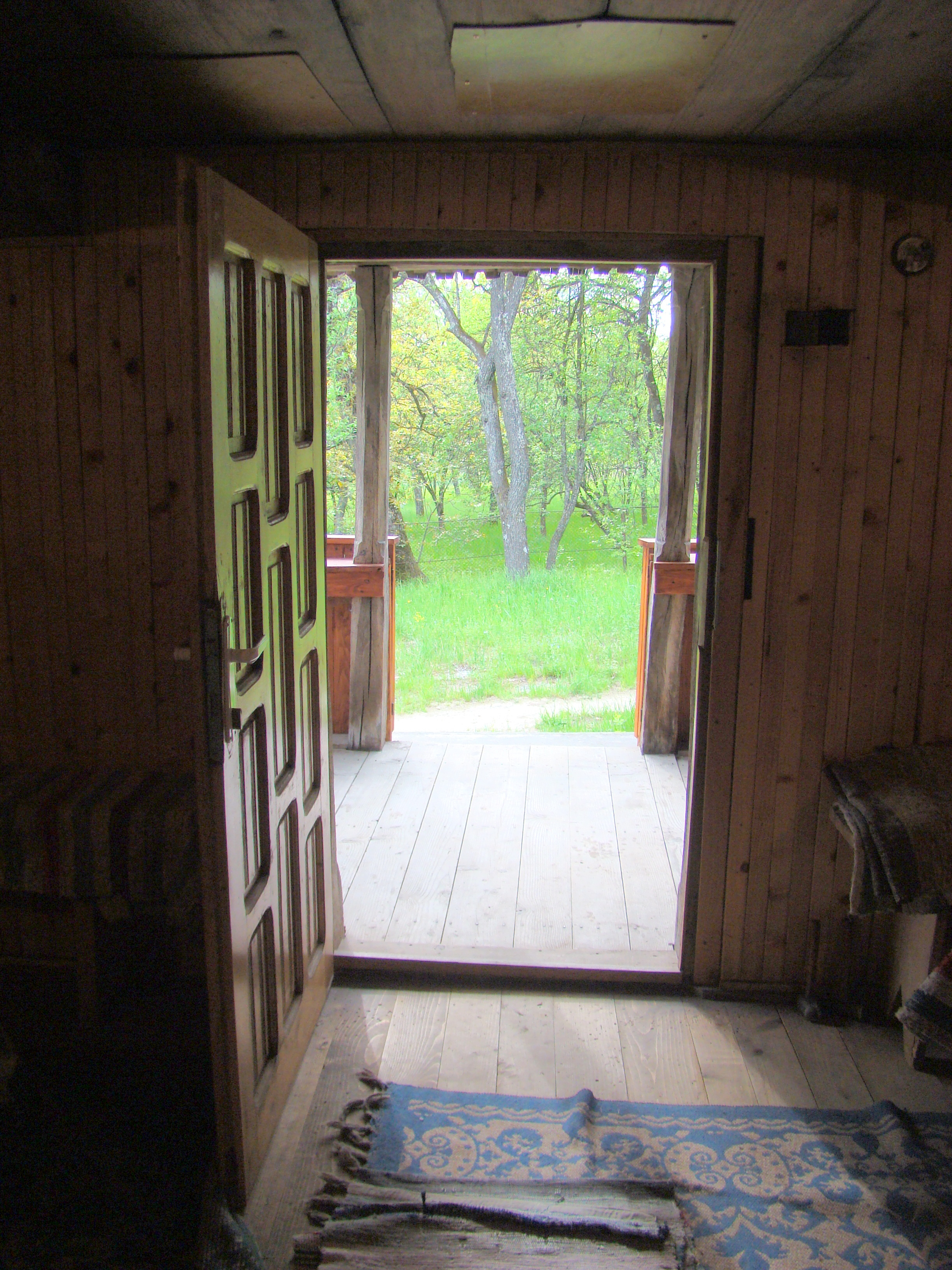